# Лицарі ОУН та УПА
В Українській повстанській армії було створено власну систему нагород і заохочень, запроваджену в 1944 році Наказом ГВШ УПА. У 1945 році першими відзначеними стали командири УПА Дмитро Карпенко — «Яструб» і Дмитро Пелип — «Євшан». Однак, ні вони, ні інші, згодом відзначені, вояки УПА та підпільники не отримали своїх нагород, а лише тимчасові посвідчення, що їх заміняли. У 1950 році підпільний графік Ніл Хасевич розробив проєкт нагород, який передали за кордон, де виготовили невелику кількість відзнак для вручення Лицарям ОУН та УПА, які перебували на еміграції та передачі зразків Головному командирові УПА Василеві Куку. Зважаючи на тогочасні реалії боротьби, жоден із учасників збройного підпілля ОУН так і не отримав своїх відзнак.
Із метою вшанування пам'яті Лицарів ОУН та УПА Ювілейний комітет вирішив відновити повстанські нагороди та вручити їх нащадкам, тим самим реалізувавши на практиці систему нагород УПА і збройного підпілля ОУН. Нагородами УПА за бойові звитяги відзначалися старшини, підстаршини і стрільці УПА, а за особливий вклад у розбудову збройного підпілля ОУН та боротьбу за Українську Самостійну Соборну Державу — цивільні особи, як члени підпілля, так і звичайні громадяни.
На сучасному етапі найбільшою проблемою є ідентифікація Лицарів повстанських нагород, адже учасники УПА та збройного підпілля ОУН широко використовували конспірацію і були відомі серед побратимів і широкого загалу, зазвичай, лише під псевдами. Серед відомих на сьогодні 1102 Лицарів повстанських нагород не ідентифіковано 660. На даній сторінці розміщуються біографічні довідки відзначених учасників збройного підпілля ОУН та УПА як Хрестами бойової заслуги так і Хрестами заслуги УПА.

## Золотий хрест бойової заслуги 1 кляси

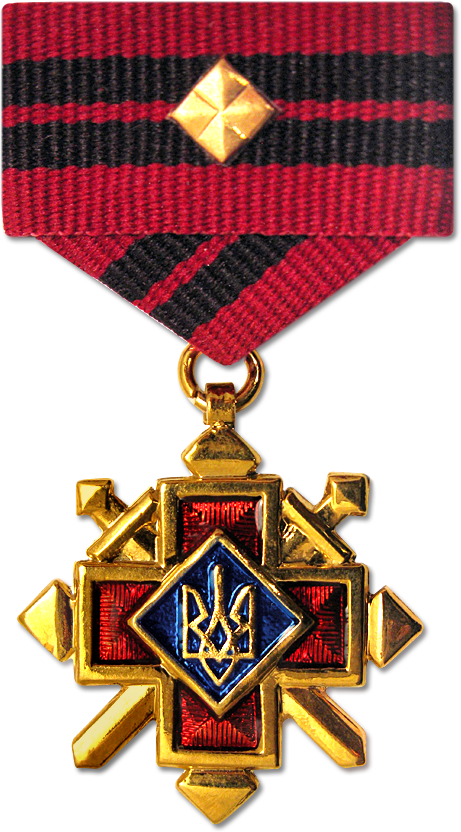
Золотий хрест бойової заслуги УПА 1 класу

Статистика нагороджених.
За роками
| №  | Фото | Прізвище, ім'я, по батькові | Псевдо             | Роки життя                 | Звання               | Функції                                                     | Дата нагороди |
| -- | ---- | --------------------------- | ------------------ | -------------------------- | -------------------- | ----------------------------------------------------------- | ------------- |
| 1  |      | Андрусяк Василь             | «Грегіт»           | 15.01.1915 – 24.02.1946    | полковник УПА        | командир ТВ-22 «Чорний ліс»                                 | 7.10.1946     |
| 2  |      | Василяшко Василь            | «Перемога»         | 1918 – 16.02.1946          | сотник УПА           | командир ТВ-12 «Климів»                                     | 7.10.1946     |
| 3  |      | Гладковський Михайло        | «Дуб»              | 1910 – 23.12.1946          | старший вістун УПА   | кущовий провідник ОУН                                       | 25.07.1950    |
| 4  |      | Горбаль Іван                | «Назар»            | 1907 – 14.08.1947          | стрілець УПА         | охоронець Головного Командира УПА Романа Шухевича           | 8.10.1945     |
| 5  |      | Дідух Ярослав               | «Ярошенко»         | 1927 – 19.03.1951          |                      | бойовик Бібрецького надрайонного проводу ОУН                | 5.07.1951     |
| 6  |      | Дранівський Ярослав         | «Ярко»             | 1928 – 29.03.1948          |                      | бойовик ОУН                                                 | 30.07.1950    |
| 7  |      | Дуда Михайло                | «Громенко»         | 12.11.1921 – 7.07.1950     | сотник УПА           | член кур'єрської групи ЗП УГВР                              | 20.07.1950    |
| 8  |      | Захаренко Іван              | «Грань»            | 12.06.1908 – ??.10/11.1950 | хорунжий УПА         | командир чоти сотні УПА «Ударник-5»                         | 23.08.1948    |
| 9  |      | Івахів Василь               | «Сом»              | 18.04.1908 – 13.05.1943    | підполковник УПА     | організатор і перший командир УПА на Волині                 | 11.10.1952    |
| 10 |      | Карпенко Дмитро             | «Яструб»           | 1917 – 17.12.1944          | хорунжий УПА         | курінний УПА «Верховинці»                                   | 25.04.1945    |
| 11 |      | Качинський Сергій           | «Остап»            | 1916 – 10.03.1943          | поручник УПА         | організатор перших загонів революційної ОУН                 | 11.10.1952    |
| 12 |      | Кіт Йосип                   | «Осип»             | 1920 – 6.09.1951           | старший вістун УПА   | член кур’єрської групи ЗП УГВР                              | 20.10.1951    |
| 13 |      | Клячківський Дмитро         | «Охрім»            | 4.11.1911 – 12.02.1945     | полковник УПА        | командир УПА-Північ                                         | 8.02.1946     |
| 14 |      | Кобець Іван                 | «Мазепа»           |                            | хорунжий УПА         | командир сотні у ВО «Турів» УПА-Північ                      | 16.10.1948    |
| 15 |      | Корінець Дмитро             | «Бористен»         | 7.11.1913 – 29.07.1944     | поручник УПА         | шеф штабу воєнної округи УПА «Заграва»                      | 11.10.1952    |
| 16 |      | Кравчук Роман               | «Максим»           | 6.10.1910 – 21.12.1951     | полковник УПА        | крайовий провідник ОУН ЗУЗ                                  | 15.06.1952    |
| 17 |      | Литвинець Микола            | «Комар»            | 22.05.1923 – 3.02.1951     |                      | керівник кур'єрської групи ЗЧ ОУН                           | 20.07.1950    |
| 18 |      | Марусяк Дмитро              | «Зайчик»           | 20.10.1920 – ?             | старший вістун УПА   | командир рою сотні УПА «Ударник-5»                          | 23.08.1948    |
| 19 |      | Мельник Макар               | «Кора»             | 1915 - 4.05.1945           | сотник УПА           | командир загону «ім. Коновальця» ВО-1 «Заграва» УПА-Північ  | 8.10.1945     |
| 20 |      | Мельничин Микола            | «Кірам»            | 19.08.1910 – 12.12.1950    | хорунжий УПА         | кур'єр Проводу ОУН в Україні за кордон                      | 26.08.1949    |
| 21 |      | Муйла Мирослав              | «Лилик»            | 1923 - 29.03.1948          |                      |                                                             | 25.07.1950    |
| 22 |      | Паньків Іван                | «Явір»             | 1912 – 3.05.1950           | поручник УПА         | кур’єр Проводу ОУН в Україні за кордон                      | 26.08.1949    |
| 23 |      | Пелип Дмитро                | «Євшан»            | 1910 – 5.11.1944           | хорунжий УПА         | курінний УПА «Галайда»                                      | 25.04.1945    |
| 24 |      | Процюк Василь               | «Кропива»          | 22.12.1914 – 13.05.1944    | майор УПА            | заступник командира УПА-Південь                             | 8.10.1945     |
| 25 |      | Процюк Василь               | «Кропива»          | 22.12.1914 – 13.05.1944    | майор УПА            | заступник командира УПА-Південь                             | 11.10.1952    |
| 26 |      | Різняк Роман                | «Тарас»            | 12.03.1921 - 18.07.1948    |                      | референт СБ Дрогобицького районного проводу ОУН             | 25.07.1950    |
| 27 |      | Савченко Микола             | «Байда»            | 20.02.1921 - 1.01.1979     | майор УПА            | заступник командира ТВ-26 «Лемко»                           | 20.10.1951    |
| 28 |      | Свистун Микола              | «Ясен»             | 1912 – 8.12.1944           | майор УПА            | заступник командира УПА-Південь                             | 11.10.1945    |
| 29 |      | Свистун Микола              | «Ясен»             | 1912 – 8.12.1944           | майор УПА            | заступник командира УПА-Південь                             | 12.10.1952    |
| 30 |      | Скуба Микита                | «Лайдака»          | 1917 – 11.03.1944          | хорунжий УПА         | командир загону ім. Колодзінського групи УПА «Заграва»      | 16.10.1948    |
| 31 |      | Стебельський Степан         | «Хрін»             |                            |                      | командир ТВ-24 «Маківка» УПА-Захід                          | 25.08.1947    |
| 32 |      | Федик Ярослав               | «Р.Заревич»        | 9.10.1916 – 9.07.1981      | поручник УПА         | співробітник Місії ЗП УГВР                                  | 20.10.1951    |
| 33 |      | Федун Петро                 | «Полтава»          | 23.02.1919 – 23.12.1951    | полковник УПА        | заступник Головного Командира УПА                           | 15.06.1952    |
| 34 |      | Футала Лев                  | «Лагідний»         | 23.01.1922 – 21.12.2007    | булавний УПА         | політвиховник сотні УПА «Ударник-2»                         | 8.02.1946     |
| 35 |      | Хома Іван                   | «Богдан»           | 21.12.1920 – 27.06.1975    |                      | заступник керівника кур'єрської групи Проводу ОУН за кордон | 20.07.1950    |
| 36 |      | Хома Іван                   | «Богдан»           | 21.12.1920 – 27.06.1975    |                      | керівник кур'єрської групи ЗП УГВР                          | 20.10.1951    |
| 37 |      | Шухевич Роман               | «Тарас Чупринка»   | 30.06.1907 – 5.03.1950     | генерал-хорунжий УПА | Головний Командир УПА                                       | 7.07.1950     |
| 38 |      | Ющенко Павло                | «Моряк»            | 25.05.1924 – 6.12.1949     |                      | стрілець кур’єрської групи Проводу ОУН за кордон            | 20.07.1950    |
| 39 |      |                             | «А.»               |                            |                      |                                                             | 4.05.1949     |
| 40 |      |                             | «Дубовий»-«Дмитро» |                            | поручник УПА         | УПА-Північ                                                  | 16.10.1948    |
| 41 |      |                             | «Журавель»-«Костя» |                            |                      | УПА-Північ                                                  | 25.07.1950    |
| 42 |      | Вольчак Григорій            | «Максим»-«Сухий»   | 1913 – 25.07.1945          |                      | УПА-Південь                                                 | 8.10.1945     |
| 43 |      |                             | «Ромко»            |                            |                      | референт СБ надрайонного проводу ОУН на Тернопільщині       | 5.07.1951     |

## Золотий хрест бойової заслуги 2 кляси

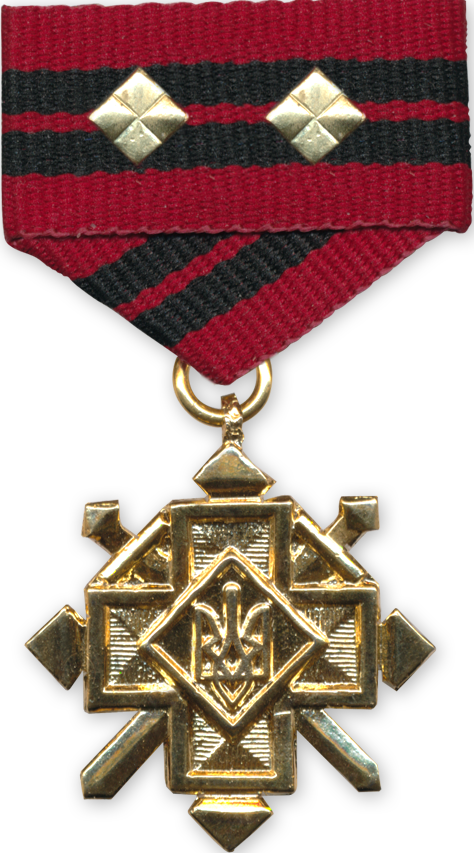
Золотий хрест бойової заслуги УПА 2 класу

Статистика нагороджених за роками:
| №  | Фото | Прізвище, ім'я, по батькові | Псевдо     | Роки життя              | Звання               | Функції                                                     | Дата нагороди |
| -- | ---- | --------------------------- | ---------- | ----------------------- | -------------------- | ----------------------------------------------------------- | ------------- |
| 1  |      | Андрусяк Василь             | «Різун»    | 15.01.1915 – 24.02.1946 | хорунжий УПА         | командир ТВ 22 «Чорний Ліс»                                 | 25.04.1945    |
| 2  |      | Бутковський Іван            | «Гуцул»    | 2.05.1910 – 5.08.1967   | поручник УПА         | командир ВО 4 «Говерля»                                     | 25.04.1945    |
| 3  |      | Воробець Федір              | «Верещака» | 1922 – 2.02.1959        | майор УПА            | керівник крайового проводу ОУН на Південно-східних землях   | 8.10.1945     |
| 4  |      | Гречан Іван                 | «Пащенко»  | 1921 – 13.08.1946       | сотник УПА           | командир диверсійної групи ОУН                              | 8.10.1945     |
| 5  |      | Діжак Роман                 | «Кармелюк» | 1923 – 4.02.1946        | старший вістун УПА   | командир підвідділу особливого призначення «Холодноярці IV» | 8.02.1946     |
| 6  |      | Дуда Михайло                | «Громенко» | 12.11.1921 – 7.07.1950  | хорунжий УПА         | командир сотні УПА «Ударник-2»                              | 25.04.1945    |
| 7  |      | Золотнюк Іван               | «Довбенко» | 1905 – 6.08.1944        | сотник УПА           | курінний УПА                                                | 8.10.1945     |
| 8  |      | Казван Дмитро               | «Черник»   | 1915 – 14.03.1946       | майор УПА            | керівник Дубенського надрайонного проводу ОУН               | 8.10.1945     |
| 9  |      | Качан Остап                 | «Саблюк»   | 1910 – 18.12.1944       | сотник УПА           | курінний УПА                                                | 8.10.1945     |
| 10 |      | Климишин Іван               | «Крук»     |                         | поручник УПА         | УПА-Південь                                                 | 6.06.1948     |
| 11 |      | Корінець Дмитро             | «Бористен» | 7.11.1913 – 29.07.1944  | сотник УПА           | шеф штабу воєнної округи УПА «Заграва»                      | 8.10.1945     |
| 12 |      | Левкович Василь             | «Вороний»  | 6.02.1920 – 13.12.2012  | майор УПА            | командир ВО 2 «Буг»                                         | 8.02.1946     |
| 13 |      | Литвинчук Іван              | «Дубовий»  | 21.08.1921 – 19.01.1951 | майор УПА            | командир УПА-Північ                                         | 8.10.1945     |
| 14 |      | Межишин Зиновій             | «Дух»      |                         | вістун УПА           |                                                             | 23.08.1948    |
| 15 |      | Мельничук Федір             | «Гук»      | 1915 – 03.1946          | поручник УПА         | командир сотні УПА                                          | 6.06.1948     |
| 16 |      | Міськов Микола              | «Бойко»    | 1922 – 10.12.1945       | хорунжий УПА         | УПА-Північ                                                  | 8.10.1945     |
| 17 |      | Охримович Василь            | «Кузьма»   | 25.05.1914 – 18.05.1954 |                      | керівник кур'єрської групи ЗП УГВР                          | 20.10.1951    |
| 18 |      | Польовий Федір              | «Поль»     | 21.03.1914 – 15.10.1944 | майор УПА            | командир старшинської школи «Олені» УПА-Захід               | 25.04.1945    |
| 19 |      | Сало Іван                   | «Мамай»    | ? - 24.04.1944          | сотник УПА           | УПА-Південь                                                 | 8.10.1945     |
| 20 |      | Степанюк Олександр          | «Сторчан»  | 1918 – 24.04.1944       | сотник УПА           | курінний УПА                                                | 8.10.1945     |
| 21 |      | Стиранка Петро              | «Мак»      | 1924 – ?                | старший булавний УПА | стрілець кур’єрської групи Проводу ОУН за кордон            | 20.07.1950    |
| 22 |      | Тхір Микола                 | «Шварний»  | 1921 – 11.1949          | булавний УПА         |                                                             | 20.07.1950    |
| 23 |      | Хомик Дмитро                | «Рибалка»  | 29.09.1923 – 12.12.1950 | булавний УПА         | стрілець кур’єрської групи Проводу ОУН за кордон            | 20.07.1950    |
| 24 |      | Цвігун Іван                 | «Кармелюк» | 1920 – 26.09.1946       |                      | командир боївки Буданівського районного проводу ОУН         | 6.06.1948     |
| 25 |      | Чепіль Левко                | «Орест»    | 1927 – 18.03.1953       | вістун УПА           | стрілець кур’єрської групи Проводу ОУН за кордон            | 20.10.1951    |

## Срібний хрест бойової заслуги 1 кляси

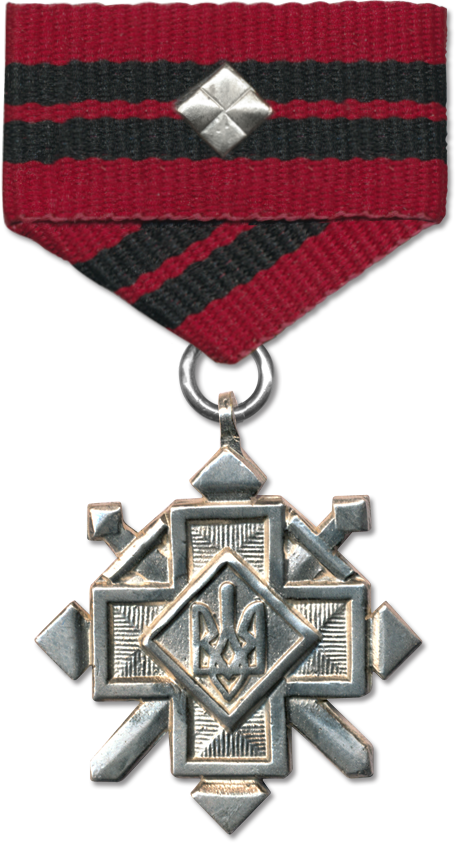
Срібний хрест бойової заслуги УПА 1 класу

Статистика нагороджених за роками:
| № | Фото | Прізвище, ім'я, по батькові | Псевдо       | Роки життя              | Звання                   | Функції                                                        | Дата нагороди |
| - | ---- | --------------------------- | ------------ | ----------------------- | ------------------------ | -------------------------------------------------------------- | ------------- |
|   |      | Баканчук Петро              | «Булка»      | 1920 — 24.04.1944       | поручник УПА             | сотенний куреня УПА «Сторчана» УПА-Південь                     | 8.10.1945     |
|   |      | Бобанич Михайло             | «Бродяга»    | 1.04.1910 – 19.03.1946  | хорунжий УПА             | курінний УПА «Бойки»                                           | 25.04.1945    |
|   |      | Бучко Дмитро                | «Барвінок»   | 1913 – 8.05.1952        |                          | кервіник Болехівського районного проводу ОУН                   | 20.10.1951    |
|   |      | Вацик Павло                 | «Прут»       | 1917 – 1.03.1946        | сотник УПА               | курінний УПА «Підкарпатський»                                  | 15.08.1946    |
|   |      | Воскрес Мирон-Григорій      | «Мирон»      | 1928 – 25.09.1948       | старший вістун УПА       | стрілець кур'єрської групи Проводу ОУН за кордон               | 15.10.1949    |
|   |      | Гах Дмитро                  | «Скуба»      | 10.10.1919 – 27.09.1945 | старший булавний УПА     | курінний УПА «Гайдамаки»                                       | 25.04.1945    |
|   |      | Горчин Михайло              | «Грузин»     | 22.04.1920 – 10.09.1948 | хорунжий УПА             | член кур'єрської групи Проводу ОУН в Україні до Проводу ЗЧ ОУН | 15.10.1949    |
|   |      | Гошовський Микола           | «Спартак»    | 1910 – 27.03.1945       | хорунжий УПА             | керівник зв'язку при Проводі ОУН                               | 11.10.1952    |
|   |      | Гресько Мирослава           | «Уляна»      | 26.09.1922 – ?          |                          | референт УЧХ Комарнівського районного проводу ОУН              | 5.06.1947     |
|   |      | Гуль Володимир              | «Глухий»     | 24.07.1924 – 3.03.1947  | хорунжий УПА             | курінний «Холодноярці» в ТВ-13 «Розточчя»                      | 8.02.1946     |
|   |      | Ґудзик Василь               | «Оріх»       | 5.03.1927 – 15.08.2007  | хорунжий УПА             | стрілець кур'єрської групи Проводу ОУН за кордон               | 20.07.1950    |
|   |      | Ґудзоватий Петро            | «Очеретенко» | 6.06.1912 – 29.01.1946  | сотник УПА               | шеф штабу З’єднання груп «44»                                  | 8.10.1945     |
|   |      | Ільків Василь               | «Горинь»     | 1921 – 14.03.1946       | сотник УПА               | ад’ютант крайового провідника ОУН Р. Кравчука – «Степового»    | 8.02.1946     |
|   |      | Коваль Степан Васильович    | «Косач»      | 1913 – 19.02.1946       | старший булавний УПА     | командир сотні УПА «Сіроманці»                                 | 25.04.1945    |
|   |      | Котельницький Григорій      | «Шугай»      | 13.09.1907 – 26.01.1946 | хорунжий УПА             | командир Золочівського ТВ 11 «Пліснесько»                      | 25.04.1945    |
|   |      | Лукасевич Мар'ян            | «Ягода»      | 22.06.1922 – 17.09.1945 | майор УПА                | командир Холмського ТВ 28 «Данилів» ВО-6 «Сян»                 | 8.02.1946     |
|   |      | Мельник Петро               | «Хмара»      | 10.10.1910 – 27.04.1953 | сотник УПА               | командир ТВ 21 «Гуцульщина» ВО 4 «Говерля»                     | 15.02.1946    |
|   |      | Мигаль Степан               | «Гонта»      | 19.10.1918 – 18.03.1946 | вістун УПА               | керівник Лешнівського кущового проводу ОУН                     | 23.10.1948    |
|   |      | Никон Петро                 | «Гриненко»   | 1913 – ?                | вістун УПА               | стрілець Самооборонного Кущового Відділу                       | 23.10.1948    |
|   |      | Паньків Іван                | «Явір»       | 1912 – 3.05.1950        | старший булавний УПА     | командир сотні УПА «Бурлаки»                                   | 25.04.1945    |
|   |      | Пилипчук Богдан             | «Свист»      | 27.03.1924 – 9.09.1950  |                          | керівник Перемишлянського районного проводу ОУН                | 30.07.1950    |
|   |      | Почигайло Ярослав           | «Боярин»     | 1922 – 7.06.1951        | поручник УПА             | керівник Копичинецького надрайонного проводу ОУН               | 25.07.1951    |
|   |      | Прокопишин Іван             | «Модест»     | 1921 – 6.11.1951        | сотник-політвиховник УПА | керівник Подільського крайового проводу ОУН                    | 20.06.1952    |
|   |      | Свідрук Мирон               | «Вільшенко»  | 9.3.1928 – 18.2.1952    |                          | стрілець СБ Солотвинського районного проводу ОУН               |               |
|   |      | Сенчишак Ілько              | «Пас»        | 1924 – 7.07.1950        | старший булавний УПА     | стрілець кур'єрської групи ЗП УГВР                             | 20.07.1950    |
|   |      | Сенюк Василь                | «Летун»      | 1921 – 12.02.1945       | хорунжий УПА             | командир ТВ-12 «Климів»                                        | 25.04.1945    |
|   |      | Сидор Василь                | «Шелест»     | 24.02.1910 – 14.04.1949 | майор УПА                | командир УПА-Захід                                             | 25.04.1945    |
|   |      | Сколоздра Василь            | «Грабенко»   | 13.11.1919 – 3.11.1987  | поручник УПА             | командир ТВ-14 «Асфальт»                                       | 15.10.1949    |
|   |      | Смарж Іван                  | «Помста»     | 3.12.1926 ‒ 7.06.1951   |                          | стрілець кур'єрської групи Проводу ОУН за кордон               | 20.07.1950    |
|   |      | Сушко Ігор                  | «Ігор»       | 1923 – 5.09.1945        | поручник УПА             | редактор часопису «Стрілецькі вісті»                           | 8.02.1946     |
|   |      | Хамчук Петро                | «Бистрий»    | 26.07.1919 – 12.01.1948 | поручник УПА             | командир Чортківсько-Бережанського ТВ «Південь»                | 7.10.1946     |
|   |      | Хащівський Василь           | «Рубань»     | 1924 – 1.07.1951        | старший булавний УПА     | стрілець кур'єрської групи Проводу ОУН за кордон               | 20.07.1950    |
|   |      | Хвалібота Михайло           | «Лис»        | 1915 – 1.02.1949        | старший булавний УПА     | командир Сокальського ТВ 12 «Климів»                           | 25.04.1945    |
|   |      | Химинець Олексій            | «Благий»     | 30.03.1912 – 20.03.1945 | старший булавний УПА     | курінний УПА «Смертоносці»                                     | 25.04.1945    |
|   |      | Шевчук Михайло              | «Юрко»       | 1922 – 4.03.1951        |                          | бойовик референтури СБ Львівського крайового проводу ОУН       | 8.02.1946     |
|   |      | Шишка Василь                | «Громовий»   | 1913 – 6.03.1948        | вістун УПА               | господарчий референт кущового проводу ОУН                      | 23.10.1948    |
|   |      | Ярема Дмитро                | «Канюк»      | 1922 – 1953             |                          | охоронець керівника Крукеницького районного проводу ОУН        | 25.07.1951    |

## Срібний хрест бойової заслуги 2 кляси

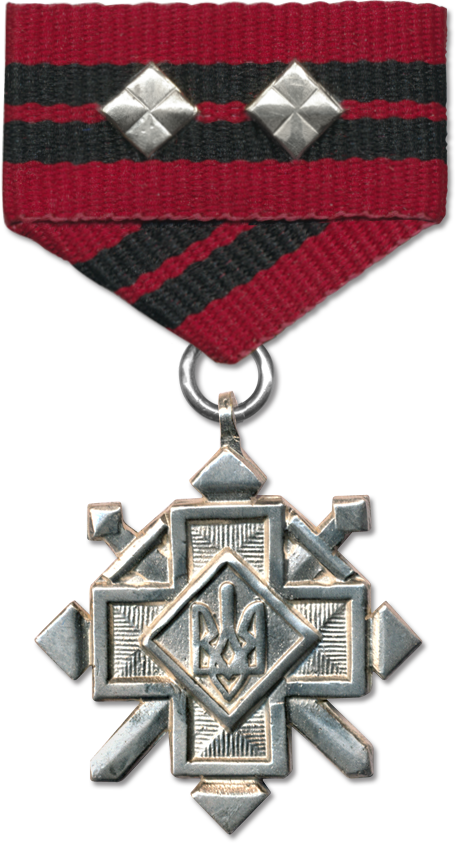
Срібний хрест бойової заслуги УПА 2 класу

Статистика нагороджених за роками:
| № | Фото | Прізвище, ім'я, по батькові | Псевдо     | Роки життя              | Звання               | Функції                                                           | Дата нагороди |
| - | ---- | --------------------------- | ---------- | ----------------------- | -------------------- | ----------------------------------------------------------------- | ------------- |
|   |      | Антонюк Григорій            | «Артем»    | 1921 – 3.06.1948        |                      | охоронець референта СБ Буковинського окружного проводу ОУН        | 12.06.1948    |
|   |      | Басараб Михайло             | «Барабаш»  | ? – 1949                |                      | стрілець боївки ОУН Щирецького надрайону Городоцької округи       | 15.10.1949    |
|   |      | Болюх Пилип                 | «Липа»     | 1925 – ?                |                      | керівник пункту зв'язку Подільського крайового проводу ОУН        | 20.06.1952    |
|   |      | Борецький Роман             | «Ірко»     | 1928 – 4.11.1948        |                      | співробітник референтури СБ Городоцького надрайонного проводу ОУН | 15.10.1949    |
|   |      | Брилевський Василь          | «Боровий»  | 1915 – 19.06.1945       | сотник УПА           | інструктор старшинської школи «Олені» УПА-Захід                   | 25.04.1945    |
|   |      | Василяшко Василь            | «Перемога» | 1918 – 16.02.1946       | хорунжий УПА         | командир сотні «Галайда І»                                        | 10.10.1945    |
|   |      | Гайдей Тодор                | «Когут»    | 12.02.1923 — 10.12.1948 |                      | референт СБ Заставнівського районного проводу ОУН                 | 12.06.1948    |
|   |      | Гук Євген-Йосафат           | «Шлях»     | 1924 – 11.05.1951       |                      | референт СБ Тернопільського окружного проводу ОУН                 | 20.06.1952    |
|   |      | Дуда Михайло                | «Славко»   | 23.08.1924 – ?          |                      | стрілець кур'єрської групи Проводу ОУН за кордон                  | 28.07.1950    |
|   |      | Дуда Михайло                | «Громенко» | 12.11.1921 – 7.07.1950  | хорунжий УПА         | командир сотні УПА на Перемищині                                  | 25.04.1945    |
|   |      | Дупелич Клим                | «Павленко» | 1915 – 13.03.1946       | поручник УПА         | командир сотні УПА «Витязі»                                       | 15.02.1946    |
|   |      | Дячишин Ігор                | «Іскра»    | 1916 – 8.10.1946        | сотник УПА           | курінний УПА «Сивуля»                                             | .09.1946-1947 |
|   |      | Заяць Михайло               | «Влодко»   | 28.09.1921 – 3.12.1952  |                      | охоронець Головного Командира УПА В. Кука – «Леміша»              | 20.06.1952    |
|   |      | Кисіль Іван                 | «Ігор»     | 1918 – 30.08.1946       | поручник УПА         | командир 5-ї бриґади «Пилявці» ім. Байди                          | 23.10.1948    |
|   |      | Коваль Микола Васильович    | «Готур»    | 1905 – 16.08.1944       | булавний УПА         | командир рою сотні УПА «Сіроманці»                                | 25.04.1945    |
|   |      | Косарчин Ярослав            | «Байрак»   | 15.08.1919 – 13.12.1951 | сотник УПА           | командир Калуського ТВ 23 «Магура»                                | 22.01.1946    |
|   |      | Лисий Яків                  | «Ярослав»  | 1911 – 9.01.1951        | старший булавний УПА | керівник Голобського районного проводу ОУН                        | 23.10.1948    |
|   |      | Панас Василь                | «Сивий»    | 14.01.1923 – 9.04.1949  | хорунжий УПА         | командир чоти сотні УПА «Галайда І»                               | 15.02.1946    |
|   |      | Панас Василь                | «Сивий»    | 14.01.1923 – 9.04.1949  |                      | керівник Брюховицького районного проводу ОУН                      | 15.10.1949    |
|   |      | Рудак Данило                | «Чорний»   | 1916 – 16.08.1948       | хорунжий УПА         | курінний УПА «Смертоносці» ТВ 22 «Чорний Ліс»                     | 22.01.1946    |
|   |      | Сенів Юрко                  | «Костенко» | 16.05.1928 – 26.08.1946 |                      | командир відділу УПА Чортківського ТВ 18 «Стрипа»                 | 2.09.1947     |
|   |      | Сірко Василь                | «Руденко»  | 1912 – 25.11.1949       |                      | керівник Велико-Дедеркальського районного проводу ОУН             | 25.07.1951    |
|   |      | Суль Павло                  | «Черешня»  | 1921 – 24.09.1950       | старший булавний УПА | керівник Рожищенського районного проводу ОУН                      | 23.10.1948    |
|   |      | Чав'як Володимир            | «Чорнота»  | 24.08.1922 – 13.12.1991 | сотник УПА           | курінний УПА «Дзвони»                                             | 22.01.1946    |
|   |      | Чижевський Василь           | «Демид»    | 16.04.1913 – 2.05.1948  | сотник УПА           | кур'єр Головної Команди УПА                                       | 10.10.1945    |
|   |      | Шишка Антін                 | «Гірка»    | 1922 – 18.03.1949       | вістун УПА           | зв'язковий Лопатинського районного проводу ОУН                    | 23.10.1948    |
|   |      | Шпонтак Іван                | «Залізняк» | 12.08.1919 – 14.04.1989 | хорунжий УПА         | курінний УПА «Месники»                                            | 25.04.1945    |
|   |      | Яворський Казимир-Ярослав   | «Бей»      | 1921 – 31.12.1947       | хорунжий УПА         | сотенний УПА «Хорти» куреня «Заграва»                             | 10.10.1945    |
|   |      | Яворський Микола            | «Козак»    | 1916 – 29.01.1946       | старший булавний УПА | командир ТВ 21 «Гуцульщина»                                       | 25.04.1945    |
|   |      |                             | «Панько»   | ? —15.11.1944           | поручник УПА         | командир сотні УПА-Південь                                        | 11.10.1945    |

## Бронзовий хрест бойової заслуги УПА

Бронзовий хрест бойової заслуги УПА

Статистика нагороджених за роками:
| № | Фото | Прізвище, ім'я, по батькові | Псевдо        | Роки життя              | Звання                  | Функції                                                                           | Дата нагороди   |
| - | ---- | --------------------------- | ------------- | ----------------------- | ----------------------- | --------------------------------------------------------------------------------- | --------------- |
|   |      | Альфавіцький Іван           | «Прикрий»     | ? – ?                   | старший булавний УПА    | керівник Бібрецького районного проводду ОУН                                       | 30.06.1947      |
|   |      | Андрейчук Іван              | «Вихор»       | 1921 – 8.10.1946        | хорунжий УПА            | командир сотні УПА «Залізні» ТВ-22 «Чорний ліс»                                   | 1.02.1945       |
|   |      | Балагурак Дмитро            | «Скоба»       | 05.1924 – 8.04.1953     | старший булавний УПА    | член Косівського надрайонного проводу ОУН                                         | 31.08.1947      |
|   |      | Бежук Іван                  | «Ярема»       | 2.08.1922 – 10.05.1948  | булавний УПА            | командир рою сотні УПА «Березівська»                                              | 1.02.1945       |
|   |      | Белейович Іван              | «Дзвінчук»    | 1.06.1916 – 19.07.1999  | хорунжий УПА            | член Карпатського крайового проводу ОУН                                           | 20.07.1945      |
|   |      | Бербелюк Василь             | «Зелений»     | 1922 – 9.02.1949        | стрілець УПА            | стрілець СКВ                                                                      | 30.11.1949      |
|   |      | Білінчук Дмитро             | «Хмара»       | 1919 – 24.06.1953       | старший булавний УПА    | командир сотні УПА ім. Хмельницького                                              | 1.02.1945       |
|   |      | Боднаренко Василь           | «Шабля»       | 1922 – 8.11.1946        | булавний УПА            | чотовий сотні УПА ім. Колодзінського                                              | 14.10.1946      |
|   |      | Борис Петро                 | «Семенко»     | 25.05.1923 – 26.02.1946 | стрілець УПА            | член почту командира куреня УПА М. Лукасевича – «Ягоди»                           | 28.08.1945      |
|   |      | Боруцький Василь            | «Лев»         | 12.11.1924 – 26.04.1946 | булавний УПА            | інструктор сотні УПА «Вовки І» (1944-11.1945)                                     | 28.08.1945      |
|   |      | Браницький Мирон            | «Буря»        | 19.04.1919 – 25.02.1949 | поручник УПА            | командир Рогатинського ТВ 15 «Яструб»                                             | 5.09.1946       |
|   |      | Бурдин Степан               | «Шрам»        | 5.01.1912 – 21.07.1947  | старший булавний УПА    | сотенний УПА «Лебеді» куреня «Дзвони» ТВ 22 «Чорний Ліс»                          | 14.01.1945      |
|   |      | Бучинський Мирослав         | «Сурмач»      | 1924 – 10.05.1951       |                         | керівник Золочівського районного проводу ОУН                                      | 5.08.1952       |
|   |      | Варвара Євген               | «Міко»        | 1914 – 12.05.1948       | булавний УПА            | стрілець боївки СБ Золочівського надрайонного проводу ОУН                         | 10.05.1948      |
|   |      | Василіцький Ізидор          | «Марко»       | 1923 – 7.01.1949        |                         | кущовий провідник ОУН                                                             | 22.01.1949      |
|   |      | Василяшко Василь            | «Перемога»    | 1918 – 16.02.1946       | хорунжий УПА            | командир сотні УПА «Галайда І»                                                    | 28.04.1945      |
|   |      | Вацик Павло                 | «Прут»        | 1917 – 1.03.1946        | хорунжий УПА            | курінний УПА «Підкарпатський»                                                     | 20.07.1945      |
|   |      | Вересюк Іван                | «Іванчук»     | 1916 – 20.04.1946       | сотник УПА              | начальник V (вишкільного) відділу ВШВО 2 «Буг»                                    | 20.06.1946      |
|   |      | Вітовський Ярослав-Дмитро   | «Зміюка»      | 7.07.1919 – 29.04.1947  | хорунжий УПА            | начальник Військово-польової жандармерії ВО 4 «Говерля»                           | 14.01.1945      |
|   |      | Гавриляк Кирило             | «Манів»       | ? – 21.03.1946          | Старший булавний УПА    | командир сотні УПА ім. І.Гонти                                                    | 1.02.1945       |
|   |      | Гаврисак Олекса             | «Фон»         | 5.03.1923 – 26.02.1946  | стрілець УПА            | кулеметник сотні УПА «Вовки І»                                                    | 28.08.1945      |
|   |      | Гальо Михайло               | «Коник»       | 1914 – 7.01.1946        | поручник УПА            | інструктор та командир вишкільної сотні старшинської школи УПА «Олені»            | 14.01.1945      |
|   |      | Гамела Ярослав              | «Бриль»       | 5.11.1917 – 28.05.1947  | хорунжий УПА            | командир сотні «Переяслави І»                                                     | 08.1946         |
|   |      | Гевак Андрій                | «Шишка»       | 1923 – 21.12.1945       | старший стрілець УПА    | кулеметник сотні УПА «Холодноярці ІІ»                                             | 5.09.1946       |
|   |      | Головінська Ольга           | «Маруся»      | 9.03.1919 – 14.11.1948  |                         | учасниця збройного підпілля ОУН у Збаразькому р-ні                                | 31.08.1949      |
|   |      | Гонта Іван                  | «Гамалія»     | 4.07.1913 – 1.11.1944   |                         | курінний УПА «Довбуш» ТВ 22 «Чорний ліс»                                          | 1.02.1945       |
|   |      | Горбач Юрій                 | «Снігур»      | 1921 – 17.05.1951       | булавний УПА            | бойовик СБ                                                                        | 30.11.1949      |
|   |      | Гринішак Лука               | «Довбуш 1»    | 1917 – 30.09.1956       | хорунжий УПА            | курінний УПА «Бескид»                                                             | 1.02.1945       |
|   |      | Грицина Михайло             | «Чайчук»      | 21.11.1914 – 19.12.1945 | хорунжий УПА            | командир Золочівського ТВ 11 «Пліснесько»                                         | 19.12.1945      |
|   |      | Гуменюк Іван                | «Архип»       | 1921 – 22.08.1945       | старший булавний УПА    | член політвиховного відділу КВШ УПА-Захід                                         | 28.08.1945      |
|   |      | Гунда Петро                 | «Лис 1»       | 1920 – 2.06.1951        | старший вістун УПА      | стрілець ВПЖ сотні УПА «Звірі» куреня «Смертоносці» ТВ 22 «Чорний Ліс»            | 14.10.1946      |
|   |      | Гусак Василь                | «Вивірка»     | 1913 – 9.01.1946        | поручник УПА            | сотенний Відділу 78 «Верховинці» ТВ-22 «Чорний ліс»                               | 1946            |
|   |      | Демчук Ілля                 | «Гук»         | 1921 – 2.02.1951        | вістун УПА              | зв'язковий референта СБ районного проводу ОУН                                     | 30.11.1949      |
|   |      | Денега Микола               | «Білий»       | 1925 – 1955             | хорунжий СБ             | керівник Бурштинського районного проводу ОУН                                      | 1953            |
|   |      | Депутат Володимир           | «Довбуш 2»    | 1918 – 3.10.1946        | старший булавний УПА    | командир сотні УПА «Опришки»                                                      | 1.02.1945       |
|   |      | Депутат Володимир           | «Довбуш 2»    | 1918 – 3.10.1946        | поручник УПА            | командир сотні УПА «Опришки»                                                      | 22.01.1946      |
|   |      | Дзюрак Дмитро               | «Пиріг»       | 8.10.1921 – 16.10.1946  | старший булавний УПА    | командир сотні УПА «Чорні чорти» ім. Гамалії                                      | 1.02.1945       |
|   |      | Дійчук Іван                 | «Карпатський» | 1923 – 19.07.1952       |                         | кущовий провідник ОУН у Яремчанському р-ні                                        | 31.08.1947      |
|   |      | Долішняк Микола             | «Буйтур»      | 1918 – 22.11.1951       | булавний УПА            | чотовий сотні УПА «Сурма» куреня «Гайдамаки»                                      | 14.10.1946      |
|   |      | Долішняк Юрій               | «Білий»       | 26.04.1916 – 1.05.1948  | поручник УПА            | сотенний УПА «Сурма» куреня «Гайдамаки»                                           | 31.08.1947      |
|   |      | Дуб Яків                    | «Клименко»    | ? – 23.01.1946          | хорунжий УПА            | заступник командира ТВ 23 «Магура» ВО 4 «Говерля»                                 | 1.11.1945       |
|   |      | Дубас Василь                | «Степовий»    | 1911 – 1974             | старший булавний УПА    | чотовий сотні УПА «Непоборні» куреня «Дружинники»                                 | 5.09.1946       |
|   |      | Дубина Василь               | «Славко»      | 8.12.1925 – 20.10.1954  |                         | охоронець Золочівського надрайонного проводу ОУН                                  | 5.08.1952       |
|   |      | Дячишин Ігор                | «Іскра»       | 1916 – 8.10.1946        | хорунжий УПА            | курінний УПА «Сивуля»                                                             | 14.01.1945      |
|   |      | Жоломій Володимир           | «Невіль»      | 1918 – 22.11.1949       | стрілець УПА            | бойовик референта СБ Лопатинського районного проводу ОУН                          | 30.11.1949      |
|   |      | Захарків Микола             | «Скала»       | 1912 – 17.11.1948       |                         | кущовий провідник ОУН                                                             | 30.11.1949      |
|   |      | Золотун Володимир           | «Дорош»       | 1923 – 3.01.1950        |                         | керівник Сенкевичівського районного проводу ОУН                                   | 15.07.1952      |
|   |      | Зробок Михайло              | «Муха»        | 1911 – 3.12.1949        |                         | керівник Лопатинського районного проводу ОУН                                      | 30.11.1949      |
|   |      | Іванишин Федір              | «Миш»         | 1921 – 14.07.1946       | булавний УПА            | чотовий сотні УПА «Стріла» куреня «Дзвони»                                        | 1.01.1946       |
|   |      | Ільків Василь               | «Горинь»      | 1921 – 14.03.1946       | поручник УПА            | ад'ютант крайового провідника ОУН Р. Кравчука – «Степового»                       | 1.01.1946       |
|   |      | Ілюк Дмитро                 | «Кичера»      | 1908 – 9.04.1952        | булавний УПА            | кулеметник сотні УПА ім. Богуна куреня «Гайдамаки» ТВ 21 «Гуцульщина»             | 31/08/1947      |
|   |      | Кантемір Василь             | «Деркач»      | 1922 – середина 1980-х  |                         | керівник Кіцманського районного проводу ОУН                                       | 14.10.1947      |
|   |      | Карпенко Дмитро             | «Яструб»      | 1917 – 17.12.1944       |                         | курінний УПА                                                                      | 1.01.1945       |
|   |      | Карплюк Стах                | «Корній»      | 1919 – 17.04.1950       |                         | кущовий провідник ОУН                                                             | 30.11.1949      |
|   |      | Качан Роман                 | «Гроза»       | 30.03.1920 – 3.12.1949  | поручник СБ             | референт СБ Сокальського окружного проводу ОУН                                    | 10.09.1948      |
|   |      | Качур Микола                | «Чайка»       | 1.09.1920 – 24.07.1946  | булавний УПА            | чотовий сотні УПА «Ударники-2»                                                    | 22.10.1945      |
|   |      | Ківтонюк Григорій           | «Бук»         | 25.12.1925 – 7.06.1946  | старший булавний УПА    | чотовий сотні УПА «Ударник-6»                                                     | 1.01.1946       |
|   |      | Книшук Андрій               | «Хитрий»      | 1925 – 8.01.1948        | старший вістун УПА      | ройовий сотні УПА «Сурма» куреня «Гайдамаки» ТВ 21 «Гуцульщина»                   | 14.10.1946      |
|   |      | Коваль Степан Васильович    | «Косач»       | 1913 – 19.02.1946       | хорунжий УПА            | командир сотні УПА «Сіроманці»                                                    | 1.01.1945       |
|   |      | Ковальчук Григорій          | «Ворон»       | 1917 – 1963             | хорунжий УПА            | командир сотні УПА «Рубачі»                                                       | 1.01.1945       |
|   |      | Когуч Борис                 | «Боян»        | 1922 – 24.02.1946       | булавний УПА            | політвиховник ТВ 22 «Чорний Ліс»                                                  | 1.01.1946       |
|   |      | Когуч Павло                 | «Павло»       | 9.09.1923 – 14.02.1951  | поручник УПА            | командир сотні УПА «Заведії» ТВ 22 «Чорний Ліс»                                   | 09.1946-06.1947 |
|   |      | Корж Микола                 | «Сокіл»       | 1924 – 7.04.1953        |                         | сотенний УПА «Змії» куреня «Підкарпатський»                                       | 1.04.1946       |
|   |      | Коржак Михайло              | «Сапер»       | 1922 – 30.09.1949       | старший булавний УПА    | сотенний «Сірі» куреня «Дзвони» ТВ-22 «Чорний ліс»                                | 1.01.1946       |
|   |      | Коростіль Володимир         | «Осика»       | 1927 – 4.11.1950        | старший булавний УПА    | сотенний УПА                                                                      | 08.1946         |
|   |      | Котик Семен                 | «Докс»        | 1915 – 17.12.1945       | сотник УПА              | командир з'єднання «Холодний Яр»                                                  | 11.10.1945      |
|   |      | Котула Іван                 | «Іванко»      | ? – 7.02.1946           | хорунжий УПА            | член Команди Золочівського ТВ 11 «Пліснесько»                                     | 1.01.1946       |
|   |      | Коцьолок Ярослав            | «Крилач»      | 1.04.1922 – 13.06.1947  | старший булавний УПА    | чотовий сотні УПА «Бурлаки»                                                       | 1.01.1946       |
|   |      | Крейторик Андрій            | «Грізний»     | 1925 – 3.06.1948        |                         | охоронець Заставнівського районного проводу ОУН                                   | 14.10.1947      |
|   |      | Кудра Володимир             | «Роман»       | 1922 – 8.07.1955        | поручник УПА            | заступник керівника Житомирського окружного проводу ОУН                           | 15.07.1952      |
|   |      | Кулич Петро                 | «Воробець»    | 1924 – 29.06.1951       | булавний УПА            | зв'язковий Радехівського надрайонного проводу ОУН                                 | 30.11.1949      |
|   |      | Лаба Іван                   | «Кармелюк»    | 1921 – 14.06.1951       | вістун УПА              | кущовий провідник ОУН                                                             | 31.08.1948      |
|   |      | Левицький Михайло           | «Турист»      | 1916 – 25.04.1950       |                         | керівник Букачівського районного проводу ОУН                                      | 30.11.1949      |
|   |      | Лесюк Михайло               | «Жук»         | 10.10.1920 – 25.02.1950 | старший вістун УПА      | стрілець боївки Заболотцівського куща ОУН                                         | 31.08.1948      |
|   |      | Липова Ганна                | «Тамара»      | 1918 – 10.03.1946       |                         | референт УЧХ Рогатинського надрайонного проводе ОУН                               | 08.1946         |
|   |      | Лобай Євген                 | «Штиль»       | 1914 – 4.08.1946        | хорунжий УПА            | командир сотні «Кочовики» у ТВ-12 «Климів»                                        | 20.07.1945      |
|   |      | Лукасевич Мар'ян            | «Ягода»       | 22.06.1922 – 17.09.1945 | хорунжий УПА            | командир Холмського ТВ 28 «Данилів» ВО 6 «Сян»                                    | 1.01.1946       |
|   |      | Маговський Олександр        | «Град»        | 12.03.1915 – 22.09.1945 | хорунжий УПА            | командир ТВ-13 «Розточчя»                                                         | 1945            |
|   |      | Магрель Микола              | «Дон»         | 1923 – 6.06.1949        | старший вістун УПА      | референт СБ Глинянського районного проводу ОУН                                    | 31.08.1948      |
|   |      | Макаровський Володимир      | «Чайка»       | 01.1923 – 21.02.1946    | старший булавний СБ ОУН | командант боївки СБ Глинянського районного проводу ОУН                            |                 |
|   |      | Маслюк Йосип                | «Черник»      | 1924 – 30.07.1951       |                         | керівник Підкамінського районного проводу ОУН                                     | 5.08.1952       |
|   |      | Матвіїв Юліан               | «Недобитий»   | 18.01.1914 – 8.04.1953  | хорунжий УПА            | курінний УПА «Перемога» ТВ 21 «Гуцульщина»                                        | 1.02.1945       |
|   |      | Мельник Петро               | «Хмара 1»     | 10.10.1910 – 27.04.1953 | хорунжий УПА            | командир сотні УПА «Стріла» групи «Чорний Ліс»                                    | 14.01.1945      |
|   |      | Мельничин Микола            | «Кірам»       | 19.08.1910 – 12.12.1950 | хорунжий УПА            | стрілець боївки охорони крайового провідника ОУН Львівщини                        | 30.06.1947      |
|   |      | Мельничук Федір             | «Стрілець»    | 1913 – 1.04.1949        |                         | стрілець СКВ                                                                      | 30.11.1949      |
|   |      | Микитишин Федір             | «Вихор 1»     | 1927? – 22.03.1947      | поручник УПА            | командир сотні «Бистрі» ТВ-22 «Чорний ліс»                                        | 1.03.1946       |
|   |      | Михайлишин Павло            | «Ярий»        | 1923 – 23.05.1952       |                         | бойовик керівника Тернопільського окружного проводу ОУН                           | 30.06.1948      |
|   |      | Мороз Олександр             | «Козак»       | 1925 – 7.09.1948        | хорунжий УПА            | кущовий провідник ОУН                                                             | 9.09.1948       |
|   |      | Москалюк Михайло            | «Спартан»     | 8.09.1921 – 2.02.1950   | поручник УПА            | сотенний ім. Колодзінського куреня УПА «Карпатський» ТВ 21 «Гуцульщина»           | 22.01.1946      |
|   |      | Москалюк Онуфрій            | «Яструб»      | 1918 – кін. 1980-х      | старший булавний УПА    | сотенний Буковинського куреня УПА                                                 | 1.02.1945       |
|   |      | Мостовий Дмитро             | «Зір»         | 1923 – 5.03.1945        | стрілець УПА            | командир чоти сотні УПА «Риболовці» ВО 3 «Лисоня»                                 | 1.01.1945       |
|   |      | Найдич Дмитро               | «Кир»         | 1921 – 3.01.1952        | булавний УПА            | чотовий сотні УПА «Сірі» куреня «Дзвони» ТВ 22 «Чорний Ліс»                       | 1945            |
|   |      | Небесійчук Василь           | «Заведія»     | 1921 – 8.08.1951        |                         | бойовик СБ Жаб’євського районного проводу ОУН                                     | 31.08.1947      |
|   |      | Негрич Дмитро               | «Мороз»       | 26.07.1909 – 19.09.1945 | старший булавний УПА    | сотенний УПА «Березівська» куреня «Карпатський» ТВ 21 «Гуцульщина»                | 1.02.1945       |
|   |      | Николаєнко Лев              | «Винниченко»  | 1916 – 24.01.1949       | булавний УПА            | бунчужний куреня УПА «Смертоносці» ТВ 22 «Чорний Ліс»                             | 14.10.1946      |
|   |      | Нічай Михайло               | «Лис»         | 1916 – 21.05.1951       |                         | кущовий провідник ОУН                                                             | 14.10.1947      |
|   |      | Пахолків Святослав          | «Дуденко»     | 4.10.1925 – 13.01.1945  | хорунжий УПА            | чотовий сотні УПА «Бистрі» куреня «Сивуля» ТВ-22 «Чорний ліс»                     | 1.02.1945       |
|   |      | Пахолюк Володимир           | «Вишня»       | 3.01.1925 – 28.04.1946  | стрілець УПА            | кулеметник сотні УПА «Вовки II»                                                   | 28.08.1945      |
|   |      | Петер Костянтин             | «Сокіл»       | 1893 – 28.04.1953       | сотник УПА              | керівник розвідки ВО 4 «Говерля» УПА-Захід                                        | 20.07.1945      |
|   |      | Петраш Михайло              | «Явір»        | 1922 – 30.06.1946       | поручник УПА            | командир сотні «Стріла» ТВ-22 «Чорний ліс»                                        | 15.06.1946      |
|   |      | Петрів Микола               | «Сірко»       | 1924 – 5.07.1948        |                         | зв’язковий Лопатинського районного проводу ОУН                                    | 30.11.1949      |
|   |      | Пилипчук Богдан             | «Бодай»       | 27.03.1924 – 9.09.1950  |                         | керівник Перемишлянського районного проводу ОУН                                   | 30.11.1949      |
|   |      | Питльований Іван            | «Плугатор»    | 1915 – 18.01.1946       |                         | провідник лінії зв’язку «Галичина-Волинь»                                         | 08.1946         |
|   |      | Пілка Федір                 | «Зарічний»    | 1924 – 12.07.1945       |                         | чотовий самооборонної сотні командира «Коса»                                      | 30.11.1949      |
|   |      | Польовий Омелян             | «Остап»       | 3.01.1913 – 12.06.1999  | хорунжий УПА            | командир загону УПА ВО 3 «Лисоня»                                                 | 1.01.1945       |
|   |      | Почигайло Олекса            | «Пікун»       | 13.05.1920 – 5.11.1949  |                         | бойовик референта СБ Теребовлянського надрайонного проводу ОУН                    | 31.08.1948      |
|   |      | Приймак Михайло             | «Буря»        | 1920 – 8.12.1948        | булавний УПА            | чотовий сотні УПА ім. Колодзінського куреня «Карпатський» ТВ 21 «Гуцульщина»      | 22.12.1945      |
|   |      | Рев'юк Іван                 | «Ясь»         | 1907 – 5.05.1947        | старший стрілець УПА    | стрілець почоту команди ТВ 22 «Чорний Ліс»                                        | 1.02.1945       |
|   |      | Романиця Михайло            | «Буревій»     | 22.09.1920 – 10.05.1948 | булавний УПА            | чотовий сотні «Дністер» куреня «Гуцульський» ТВ 21 «Гуцульщина»                   | 1.02.1945       |
|   |      | Рудак Данило                | «Чорний»      | 1916 – 16.08.1948       | хорунжий УПА            | курінний «Смертоносці» ТВ 22 «Чорний Ліс»                                         | 1.01.1946       |
|   |      | Рудий Володимир             | «Аркас»       | 1914 – 19.12.1945       | майор УПА               | Шеф Військового штабу ВО-2 «Буг»                                                  | 5.09.1946       |
|   |      | Савинець Михайло            | «Новина»      | 14.03.1925 – 19.10.1945 | булавний УПА            | писар сотні УПА «Вовки І»                                                         | 28.08.1945      |
|   |      | Салата Микола               | «Павук»       | 1921 – 1.09.1953        |                         | керівник кур'єрської групи Проводу ОУН                                            | 15.07.1952      |
|   |      | Саляк Юліян                 | «Тиміш»       | 9.06.1921 – 22.01.1946  | поручник УПА            | командир ТВ 13 «Розточчя» ВО 2 «Буг»                                              | 20.06.1946      |
|   |      | Семкович Володимир          | «Ревай»       | 12.09.1922 ‒ 21.02.1947 | хорунжий УПА            | сотенний Відділу 84 «Рисі» ТВ 23 «Маґура» ВО 4 «Говерля»                          | 14.10.1946      |
|   |      | Сенів Юрко                  | «Костенко»    | 16.05.1928 – 26.08.1946 |                         | командир сотні УПА Чортківського ТВ 18 «Стрипа» ВО 3 «Лисоня»                     | 30.06.1948      |
|   |      | Сенюк Микола                | «Самбірський» | 1926 – ?                |                         | чотовий сотні УПА «Березівська» куреня «Карпатський» ТВ 21 «Гуцульщина»           | 1.02.1945       |
|   |      | Сенюк Степан                | «Буйтур»      | 1921 – 31.06.1952       | старший вістун УПА      | зв'язковий Радехівського надрайонного проводу ОУН                                 | 31.08.1948      |
|   |      | Сенюк Степан                | «Буйтур»      | 1921 – 31.06.1952       | старший вістун УПА      | зв'язковий Радехівського надрайонного проводу ОУН                                 | 30.11.1949      |
|   |      | Сітка Олексій               | «Підкова»     | 16.10.1921 – 16.05.1952 | булавний УПА            | керівник Заболотцівського районного проводу ОУН                                   | 31.08.1948      |
|   |      | Сколоздра Василь            | «Грабенко»    | 13.11.1919 – 3.11.1987  | поручник УПА            | командир ТВ-14 «Асфальт»                                                          | 05.09.1946      |
|   |      | Скригунець Василь           | «Гамалія»     | 1893 – 15.05.1949       | хорунжий УПА            | сотенний Відд. 64 «Черемош» куреня «Гуцульський» ТВ 21 «Гуцульщина»               | 1.02.1945       |
|   |      | Слободян Степан             | «Клим»        | 1923 – 18.11.1950       | сотник УПА              | начальник політвиховного відділу штабу ВО 4 «Говерля»                             | 22.01.1946      |
|   |      | Солоп Маркіян               | «Гонта»       | 1928 – 9.08.1949        | вістун УПА              | зв'язковий Радехівського надрайонного проводу ОУН                                 | 30.11.1949      |
|   |      | Солук Ілько                 | «Рух»         | 1920 – осінь 1946       |                         | зв'язковий Подільського крайового проводу ОУН                                     | 1.03.1947       |
|   |      | Солук Михайло               | «Дон»         | 1920 – 23.02.1947       |                         | зв'язковий Подільського крайового проводу ОУН                                     | 30.06.1948      |
|   |      | Ставрин Микола              | «Зенко»       | 1921 – 9.09.1947        | булавний УПА            | чотовий сотні УПА ім. Колодзінського куреня «Карпатський» ТВ 21 «Гуцульщина»      | 14.10.1946      |
|   |      | Сташків Йосип               | «Зорян»       | 1922 – 23.12.1950       |                         | стрілець СБ ОУН                                                                   | 30.11.1949      |
|   |      | Стоцький Степан             | «Шум»         | 1926 – 6.07.1952        | вістун УПА              | звеневий організаційної сітки ОУН                                                 | 30.11.1949      |
|   |      | Ступка Василь               | «Тараско»     | 1924 – 22.12.1947       |                         | кущовий провідник ОУН                                                             | 14.10.1946      |
|   |      | Стурко Юліан                | «Грізний»     | 11.02.1918 – 3.10.1946  | хорунжий УПА            | сотенний Відд. 86 «Журавлі» ТВ-23 «Магура»                                        | 14.10.1946      |
|   |      | Сулятицький Мирослав        | «Петро»       | 27.09.1921 – 11.01.1948 |                         | референт СБ Буковинського окружного проводу ОУН                                   | 1.11.1947       |
|   |      | Сушко Ігор                  | «Ігор»        | 1923 – 5.09.1945        | старший булавний УПА    | працівник VI політвиховного відділу ВШВО 2 «Буг»                                  | 20.07.1945      |
|   |      | Семак Матвій                | «Гонта 3»     | 17.11.1910 – 12.05.1946 | поручник УПА            | командир сотні УПА «Рисі» ТВ-23 «Магура» ВО-4 «Говерля»                           | 11.05.1946      |
|   |      | Тарнавський Петро           | «Гора»        | 1919 – 23.04.1950       | булавний УПА            | бойовик референтури СБ Радехівського надрайонного проводу ОУН                     | 30.11.1949      |
|   |      | Твердохліб Микола           | «Грім»        | 1910 – 17.05.1954       | сотник УПА              | командир ВО 4 «Говерля»                                                           | 14.01.1945      |
|   |      | Ткачук Юрій                 | «Куниця»      | 1916 – 2001             |                         | керівник Вижницького районного проводу ОУН                                        | 14.10.1947      |
|   |      | Трач Богдан                 | «Дунай»       | 1923 – 28.11.1950       | поручник УПА            | ад’ютант командира ВО 4 «Говерля» Миколи Твердохліба – «Грома»                    | 22.01.1946      |
|   |      | Трач Христофор              | «Кармелюк»    | 17.06.1921 – 19.08.1949 | старший булавний УПА    | член команди ТВ 22 «Чорний ліс»                                                   | 1.01.1946       |
|   |      | Федорич Іван                | «Байда»       | 1920 – 1950             |                         | командир рою 2-ї чоти сотні УПА «Опришки»                                         | 22.01.1946      |
|   |      | Футала Лев                  | «Лагідний»    | 23.01.1922 – 21.12.2007 | булавний УПА            | політвиховник сотні УПА «Ударник-2» куреня «Перемиський» ТВ 26 «Лемко» ВО-6 «Сян» | 20.08.1945      |
|   |      | Хамчук Петро                | «Бистрий»     | 26.07.1919 – 12.01.1948 | старший булавний УПА    | курінний УПА                                                                      | 1.01.1946       |
|   |      | Харук Микола                | «Вихор 2»     | 1915 – 24.09.1952       | старший булавний УПА    | сотенний УПА ім. Богуна куреня «Гайдамаки» ТВ 21 «Гуцульщина»                     | 26.05.1945      |
|   |      | Хімчак Василь               | «Кучер»       | 1923 – 10.05.1952       |                         | кущовий інформатор СБ                                                             | 31.08.1947      |
|   |      | Хадай Дмитро                | «Антон»       | 1912 – 11.05.1954       |                         | керівник Золочівського районного проводу ОУН                                      | 5.08.1952       |
|   |      | Хомик Дмитро                | «Рибалка»     | 29.09.1923 – 12.12.1950 |                         | зв’язковий почоту сотні УПА «Хріна»                                               | 1946-1947       |
|   |      | Чав'як Володимир            | «Чорнота»     | 24.08.1922 – 13.12.1991 | хорунжий УПА            | курінний УПА «Дзвони»                                                             | 1.02.1945       |
|   |      | Шевчук Михайло              | «Кармелюк»    |                         |                         | політвиховник тактичного відтинку «Південь» військової округи 3 «Лисоня»          | 1/06/1946       |
|   |      | Шевчук Олександр            | «Кіндрат»     | 25.11.1920 – 26.02.1946 | булавний УПА            | командир 1-го рою і одночасно заступник сотенного сотні УПА «Вовки»               | 28.08.1945      |
|   |      | Шепета Василь               | «Чорний»      | 30.10.1920 – 12.07.1946 | сотник УПА              | командир сотні УПА «Бурлаки» ВО-3 «Лисоня»                                        | 14.01.1945      |
|   |      | Шклянка Григорій            | «Куліш»       | 1920 – 7.05.1945        | хорунжий УПА            | командир сотні УПА «Галайда 2»                                                    | 7.05.1945       |
|   |      | Шніцер Олексій              | «Меч»         | 1912 – 1946             | хорунжий УПА            | командир сотні УПА «Риболовці»                                                    | 1.01.1945       |
|   |      | Щигельський Володимир       | «Бурлака»     | 8.08.1921 – 7.04.1949   | старший булавний УПА    | сотенний «Ударник-4» куреня «Перемиський» ТВ 26 «Лемко» ВО 6 «Сян»                | 6.09.1945       |
|   |      | Юрцуняк Осип                | «Вовк»        | 1920 – 27.05.1946       | булавний УПА            | командир сотні УПА «Лебеді»                                                       | 1.01.1946       |
|   |      | Яворський Казимир-Ярослав   | «Бей»         | 1921 – 31.12.1947       | старший булавний УПА    | командир сотні «Хорти»                                                            | 1.02.1945       |
|   |      | Якубовський Володимир       | «Бондаренко»  | 1915 – 17.06.1947       | хорунжий УПА            | курінний УПА                                                                      | 1.01.1945       |
|   |      | Яремчук Василь              | «Мох»         | 1921 – 8.11.1947        |                         | заступник коменданта боївки СБ Кутського районного проводу ОУН                    | 14.10.1946      |
|   |      | Ярицький Степан             | «Крамаренко»  | 1922 – 20.03.1951       | старший булавний УПА    | сотенний УПА «Звірі» куреня «Смертоносці» ТВ 22 «Чорний Ліс»                      | 14.10.1946      |
|   |      | Ярмолюк Василь              | «Великий»     | 1924 – 3.11.1948        |                         | референт СБ Миколаївського кущового проводу ОУН                                   | 30.11.1949      |
|   |      | Яськів Василь               | «Бобик»       | 1914 – 18.08.1948       | хорунжий УПА            | командир сотні УПА «Верховинці»                                                   | 1.02.1945       |
|   |      |                             | «Діброва»     | 1924 – 28.04.1946       | булавний УПА            | командир 2-ї чоти сотні УПА «Вовки 2»                                             | 28.08.1945      |
|   |      |                             | «Крига»       | 1922 – 20.04.1946       | старший булавний УПА    | керівник зв'язку ВШВО 2 «Буг»                                                     | 20.06.1946      |
|   |      |                             | «Свобода»     | ? – 7.11.1945           | хорунжий УПА            | командир сотні УПА «Дружинники І»                                                 | 1.09.1945       |
|   |      |                             | «Смішко»      | ? – ?                   |                         | зв'язковий УПА-Південь                                                            | 11.10.1945      |
|   |      |                             | «Чорний»      | ? – 24.02.1946          | стрілець УПА            | стрілець 2-го рою 1-ї чоти сотні УПА «Вовки 2»                                    | 28.08.1945      |

## Золотий хрест заслуги УПА

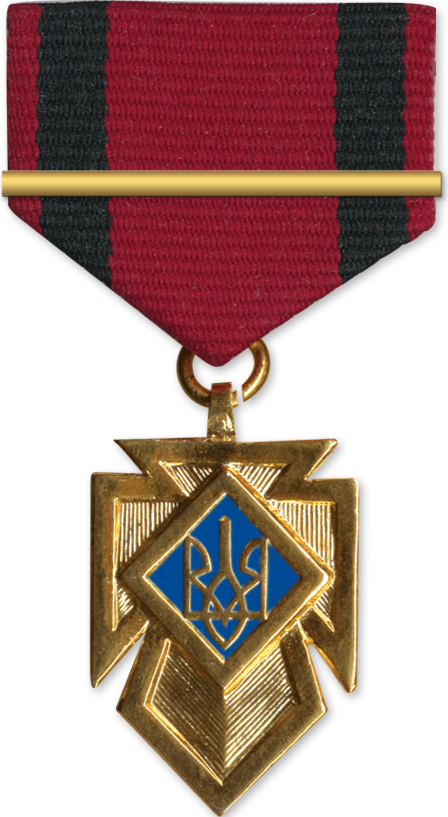
Золотий хрест заслуги

Статистика нагороджених за роками:
| №  | Фото | Прізвище, ім'я, по батькові | Псевдо            | Роки життя              | Звання                    | Функції                                                             | Дата нагороди |
| -- | ---- | --------------------------- | ----------------- | ----------------------- | ------------------------- | ------------------------------------------------------------------- | ------------- |
| 1  |      | Арсенич Микола              | «Михайло»         | 27.09.1910 – 23.01.1947 |                           | референт Служби Безпеки Проводу ОУН                                 | 8.02.1946     |
| 2  |      | Бей Василь                  | «Улас»            | 3.03.1922 – 23.05.1952  |                           | керівник Подільського крайового проводу ОУН                         | 25.07.1950    |
| 3  |      | Бусел Яків                  | «Київський»       | 26.01.1912 – 15.09.1945 | підполковник УПА          | референт пропаганди Проводу ОУН                                     | 11.10.1952    |
| 4  |      | Ваврук Василь               | «Ватюга»          | 2.01.1909 – 19.12.1945  | майор УПА                 | референт пропаганди Львівського крайового проводу ОУН               | 8.02.1946     |
| 5  |      | Волошин Ростислав           | «Павленко»        | 3.11.1911 – 22.08.1944  | полковник УПА             | комендант запілля УПА                                               | 11.10.1952    |
| 6  |      | Галаса Василь               | «З. Савченко»     | 12.11.1920 – 5.10.2002  |                           | керівник Крайового проводу ОУН ПЗУЗ                                 | 25.07.1950    |
| 7  |      | Гриньох Іван                |                   | 28.12.1907 – 14.09.1994 |                           | голова Президії ЗП УГВР                                             | 20.10.1951    |
| 8  |      | Грицай Дмитро               | «Перебийніс»      | 1.04.1907 – 22.12.1945  | генерал-хорунжий УПА      | військовий референт Проводу ОУН, шеф ГВШ УПА                        | 11.10.1952    |
| 9  |      | Денищук Олександр           | «Матрос»-«Свирид» | 1918 – 27.10.1944       |                           | командант запілля ВО «Богун» УПА-Північ                             | 8.10.1945     |
| 10 |      | Дяків Осип                  | «Горновий»        | 21.06.1921 – 28.11.1950 | сотник-політвиховник УПА  | керівник Львівського крайового проводу ОУН                          | 1.11.1950     |
| 11 |      | Затовканюк Сильвестр        | «Пташка»          | 1915 – 25.02.1944       |                           | командант запілля ВО «Богун» УПА-Північ                             | 8.10.1945     |
| 12 |      | Климів Іван                 | «Легенда»         | 29.10.1909 – 4.12.1942  | генерал-політвиховник УПА | керівник організаційного відділу військової референтури Проводу ОУН | 11.10.1952    |
| 13 |      | Клячківський Дмитро         | «К. Савур»        | 4.11.1911 – 12.02.1945  | полковник УПА             | керівник Крайового проводу ОУН ПЗУЗ, командир УПА-Північ            | 11.10.1952    |
| 14 |      | Ковжук Яків                 | «Карпо»           | 1902 – 19.01.1952       |                           | керівник пункту зв'язку Проводу ОУН, член УГВР                      | 5.03.1952     |
| 15 |      | Козак Микола                | «Смок»            | 1914 – 8.02.1949        |                           | референт СБ Крайового проводу ОУН ПЗУЗ                              | 8.10.1945     |
| 16 |      | Козяр Анатолій              | «Гарасим»         | 8.07.1911 – 7.06.1945   |                           | Організаційний референт ПЗК «Москва»                                | 8.10.1945     |
| 17 |      | Кравчук Роман               | «Максим»          | 6.10.1910 – 21.12.1951  |                           | крайовий провідник ОУН ЗУЗ                                          | 25.07.1950    |
| 18 |      | Кук Василь                  | «Леміш»           | 11.01.1913 – 9.09.2007  |                           | заступник Голови Проводу ОУН                                        | 26.08.1949    |
| 19 |      | Лебідь Микола               |                   | 11.01.1909 – 19.07.1998 |                           | генеральний секретар зовнішніх справ УГВР                           | 20.10.1951    |
| 20 |      | Маєвський Анатолій          | «Уліян»           | 1918 – 19.08.1955       |                           | керівник Рівненського окружного проводу ОУН                         | 15.06.1952    |
| 21 |      | Маївський Дмитро            | «Тарас»           | 8.11.1914 – 19.12.1945  | генерал-політвиховник УПА | референт пропаганди Проводу ОУН                                     | 11.10.1952    |
| 22 |      | Макар Василь                | «Безрідний»       | 23.09.1908 – 23.04.1944 |                           | референт СБ Крайового проводу ОУН ПЗУЗ                              | 8.10.1945     |
| 23 |      | Матвійчук Панас             | «Крилач»          | 1914 – 16.02.1945       |                           | організаційний референт ПЗК «Москва»                                | 8.10.1945     |
| 24 |      | Мельник Ярослав             | «Роберт»          | 7.01.1919 – 1.11.1946   |                           | керівник Карпатського крайового проводу ОУН                         | 30.05.1947    |
| 25 |      | Мостович Олена              | «Верба»           | 1915 – 13.02.1945       |                           | референт УЧХ Крайового проводу ОУН ПЗУЗ                             | 8.10.1945     |
| 26 |      | Присяжнюк Олексій           | «Мітла»           | 1915 – 25.03.1945       |                           | референт СБ Крайового проводу ОУН ПЗУЗ                              | 8.10.1945     |
| 27 |      | Слюзар Дмитро               | «Золотар»         | 10.10.1919 – 19.12.1945 |                           | керівник Львівського обласного/крайового проводу ОУН                | 8.02.1946     |
| 28 |      | Старух Ярослав              | «Стяг»            | 17.11.1910 – 17.09.1947 |                           | крайовий провідник ЗОУЗ (Закерзоння)                                | 7.10.1946     |
| 29 |      | Стецько Ярослав             |                   | 19.01.1912 – 5.07.1986  |                           | член Проводу ЗЧ ОУН                                                 | 20.10.1951    |
| 30 |      | Федун Петро                 | «Волянський»      | 23.02.1919 – 23.12.1951 | майор УПА                 | член Проводу ОУН, заступник Головного Командира УПА                 | 1.11.1950     |
| 31 |      | Хасевич Ніл                 | «Бей»             | 25.11.1905 – 4.03.1952, |                           | керівник графічної ланки крайового проводу ОУН на ПЗУЗ              | 15.03.1952    |
| 32 |      | Шухевич Роман               | «Лозовський»      | 30.06.1907 – 05.03.1950 | генерал-хорунжий УПА      | Голова Генерального Секретаріату УГВР                               | 7.07.1950     |
| 33 |      |                             | «Ат»              | ? – 14.10.1951          |                           | окружний провідник ОУН                                              | 15.06.1952    |

## Срібний хрест заслуги УПА

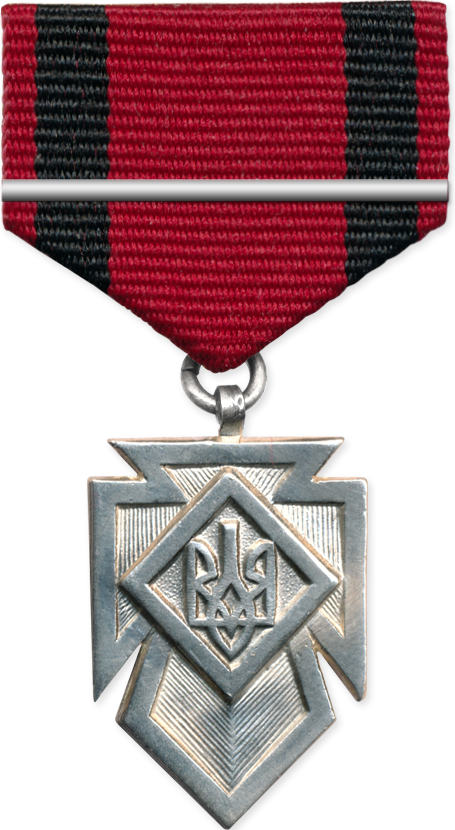
Срібний хрест заслуги УПА

Статистика нагороджених за роками:
| № | Фото | Прізвище, ім'я, по батькові | Псевдо              | Роки життя                        | Звання                     | Функції                                                                                                  | Дата нагороди |
| - | ---- | --------------------------- | ------------------- | --------------------------------- | -------------------------- | --- | ------------- |
|   |      | Андрійчук Василь            | «Боровик»           | 1923 – 25.03.1951                 |                            | заступник керівника Кременецького окружного проводу ОУН                                                  | 5.07.1951     |
|   |      | Бабій Ярослав               | «Шах»               | 1914 – 30.06.1947                 |                            | керівник Тернопільського окружного проводу ОУН                                                           | 25.08.1947    |
|   |      | Бандура Федір               | «Іскра»             | 1925 – 13.10.1950                 | старший вістун УПА         | керівник техзвена Рогатинського окружного осередку пропаганди ОУН                                        | 25.07.1950    |
|   |      | Батринчук Марія             | «Казка»             | 26.08.1925 – 26.06.1946           |                            | референт УЧХ Теребовлянського надрайонного проводу ОУН                                                   | 6.06.1948     |
|   |      | Безпалько Осип              | «Остап»             | 1914 – 3.08.1947                  | майор УПА                  | керівник Подільського крайового проводу ОУН                                                              | 11.10.1952    |
|   |      | Бей Василь                  | «Улас»              | 3.03.1922 – 23.05.1952            |                            | керівник Подільського крайового проводу ОУН                                                              | 6.06.1948     |
|   |      | Бондарчук Михайло           | «Стемид»            | 1919 – 23.06.1949                 |                            | керівник Луцького окружного проводу ОУН                                                                  | 16.10.1948    |
|   |      | Василик Ярослав             | «Грім»              | 1922 – 9.08.1946                  |                            | референт пропаганди Коломийського окружного проводе ОУН                                                  | 23.08.1948    |
|   |      | Вірлик Петро                | «Береговий»         | 1917 – 16.02.1945                 |                            | керівник Золочівського окружного проводу ОУН                                                             | 25.04.1945    |
|   |      | Водоставська Надія          | «Уляна»             | 1924 – 27.10.1946                 |                            | зв’язкова Коломийського окружного проводу ОУН                                                            | 23.08.1948    |
|   |      | Волосовець Володимир        | «Лаврін»            | ?–1944                            |                            | працівник політвиховного відділу УПА-«Південь»                                                           | 11.10.1945    |
|   |      | Гаврилик Петро              | «Верховинець»       | 1921 – 26.11.1949                 |                            | керівник Самбірського надрайонового проводу ОУН                                                          | 20.10.1951    |
|   |      | Галаса Василь               | «Зенон»             | 12.11.1920 – 5.10.2002            |                            | заступник керівника і референт пропаганди крайового проводу ОУН Закерзоння                               | 7.10.1946     |
|   |      | Гнатюк Любов                | «Біла»              | 1921 – 25.07.1945                 |                            | провідниця жіночої сітки ОУН Північно-західного краю «Москва»                                            | 8.10.1945     |
|   |      | Гонтар Хризанф              | «Кузьменко»         | 1895 – 10.01.1951                 |                            | співробітник осередку пропаганди Подільського крайового проводу ОУН                                      | 25.08.1947    |
|   |      | Горук Василь                | «Едвард»            | 1920 – 6.01.1948                  |                            | керівник Городенківського надрайонового проводу ОУН                                                      | 23.08.1948    |
|   |      | Гоцій Василь                | «Жест»              | 1914 – 21.03.1946                 |                            | керівник технічного звена ГОСП                                                                           | 22.11.1947    |
|   |      | Гросберг Ольга              | «Степанівна»        | 18.09.1923 – 9.09.1993            |                            | референт УЧХ Калуського надрайонного проводу ОУН                                                         | 30.05.1947    |
|   |      | Грушевець Григорій          | «Галайда»           | 1927 – 30.10.1953                 |                            | Ковельський надрайонний провідник                                                                        | 15.06.1952    |
|   |      | Гук Мирослав                | «Косач»             | 14 березня 1920 — 14 березня 1952 |                            | окружний референт пропаганди Чортківської округи                                                         | 20.06.1952    |
|   |      | Ґоляш Григорій              | «Модест»            | 19 серпня 1910 — 16 червня 1950   |                            | член проводу Подільського краю                                                                           | 25.07.1950    |
|   |      | Дидик Галина                | «Анна»              | 17.04.1912–24.12.1979             |                            | зв'язкова Романа Шухевича – «Тараса Чупринки»                                                            | 22.11.1947    |
|   |      | Духович Прокіп              | «Мар’ян»            | 21.07.1920–18.11.1950             |                            | референт СБ Калуського окружного проводу ОУН                                                             | 20.10.1951    |
|   |      | Дякон Ярослав               | «Дмитро»            | 2.02.1913–9.11.1948               | полковник СБ               | референт СБ Львівського обласного/крайового (1943-1947) проводу ОУН в.о. голови СБ ОУН (01.1947-11.1948) | 22.11.1947    |
|   |      | Дяченко Михайло             | «Боєслав»           | 25.03.1910–23.02.1952             |                            | співробітник осередку пропаганди Карпатського крайового проводів ОУН                                     | 23.08.1948    |
|   |      | Жмурко Іван                 | «Орест»             | 12.11.1922 – 28.06.1950           | поручник СБ                | референт СБ Тернопільського окружного проводу ОУН                                                        | 5.07.1951     |
|   |      | Заборовець Федір            | «Жен»               | 1917–23.12.1945                   |                            | керівник Луцького окружного проводу ОУН                                                                  | 8.10.1945     |
|   |      | Зарицька Катерина           | «Калина»            | 3.11.1914–29.08.1986              |                            | референт УЧХ крайового проводу ОУН ЗУЗ                                                                   | 25.04.1945    |
|   |      | Зварич Петро                | «Славко»            | 1917–12.1944                      |                            | шеф зв'язку УПА-Південь                                                                                  | 8.10.1945     |
|   |      | Іванило Михайло             | «Вишня»             | 1921 – 4.12.1951,                 |                            | керівник Рогатинського окружного проводу ОУН                                                             | 5.07.1951     |
|   |      | Качанівський Михайло        | «Скоб»              | 1919 – ?                          | поручник-політвиховник     | керівник Кам'янець-Подільського окружного проводу ОУН (аґент МГБ з 11.1950)                              | 20.10.1951    |
|   |      | Кедринський Юліан           | «Жмурко»            | 1926 – 4.11.1950                  |                            | керівник Яворівського надрайонового проводу ОУН                                                          | 5.07.1951     |
|   |      | Кіляр Марія                 | «Устя»              | 1920 – 01.1944                    |                            | референт УЧХ Кременецького надрайонного проводу ОУН                                                      | 8.10.1945     |
|   |      | Ковальчук Панас             | «Залісний», «Петро» | 1920 – 01.1944                    | сотник СБ                  | крайовий референт СБ Західного краю «Дніпро»                                                             | 8.10.1945.    |
|   |      | Ковалюк Василь              | «Діоген»            | 1909 – 02.1951                    |                            | організаційний референт Косівського надрайонного проводе ОУН                                             | 23.08.1948    |
|   |      | Ковжук Яків                 | «Семен»             | 1902 – 19.01.1952                 |                            | керівник Острозького районового проводу ОУН та пункту зв’язку Проводу ОУН                                | 6.06.1948     |
|   |      | Когут Федір                 | «Карась»            | 1896 – 7.10.1951                  |                            | працівник осередку пропаганди Карпатського крайового проводу ОУН                                         | 23.08.1948    |
|   |      | Колтонюк Микола             | «Данило»            | 23.02.1914 – 29.07.1947           |                            | керівник зв'язку Крайового проводу ОУН на ПЗУЗ                                                           | 8.10.1945     |
|   |      | Комановський Орест          | «Орко»              | 3.04.1923 – 29.04.1948            |                            | референт СБ Отинійського районного проводу ОУН                                                           | 6.06.1948     |
|   |      | Комар Іван                  | «Олесь»             | 26.03.1915 – 23.05.1952           |                            | керівник Тернопільського окружного проводу ОУН                                                           | 15.06.1952    |
|   |      | Кононович Федір             | «Циган»             | 10.06.1916 – 10.03.1953           |                            | командир боївки зв'язку і одночасно керівник техзвена при Крайовому проводі ОУН Закерзоння               | 22.11.1947    |
|   |      | Кудра Володимир             | «Роман»             | 1922 – 8.07.1955                  |                            | заступник керівника Житомирського окружного проводу ОУН                                                  | 15.06.1952    |
|   |      | Куровицький Адам            | «Сірий»             | 1916 – 27.01.1950                 |                            | керівник Сокальського окружного проводу ОУН                                                              | 25.07.1950    |
|   |      | Лащук Іван                  | «Петро»             | 22.03.1931 – 28.12.2007           |                            | бойовик керівника Бродівського надрайонного проводу ОУН                                                  | 5.07.1951     |
|   |      | Легкий Григорій             | «Борис»             | 21.06.1922 – 20.10.1950           |                            | керівник Коломийського окружного проводу ОУН                                                             | 23.08.1948    |
|   |      | Лепкалюк Ірина              | «Леся»              | 1924 – 3.08.1947                  |                            | субреферент пропаганди Коломийського окружного проводу ОУН                                               | 23.08.1948    |
|   |      | Липова Ганна                | «Тамара»            | 1918 – 10.03.1946                 |                            | референт УЧХ Рогатинського надрайонного проводу ОУН                                                      | 25.07.1950    |
|   |      | Лопатинський Юрій           | «Калина»            | 12.04.1906 – 16.11.1982           | підполковник УПА           | заступник провідника Місії УПА за кордоном                                                               | 20.10.1951    |
|   |      | Маєвський Анатолій          | «Уліян»             | 1918 – 19.08.1955                 |                            | керівник Рівненського окружного проводу ОУН                                                              | 8.10.1945     |
|   |      | Мацишин Марія               | «Оксана»            | 1928 – 1.07.1951                  |                            | друкарка Калуського окружного проводу ОУН                                                                | 20.10.1951    |
|   |      | Михалевич Андрій            | «Кос»               | 1918 – 8.12.1951                  |                            | заступник керівника Ковельського окружного проводу ОУН                                                   | 15.06.1952    |
|   |      | Михнюк Олена                | «Зеня»              | 1926 – 11.07.1950                 |                            | працівник техзвена референтури пропаганди Коломийського окружного проводу ОУН                            | 23.08.1948    |
|   |      | Мостович Олена              | «Верба»             | 1915 – 13.02.1945                 |                            | референт УЧХ Крайового проводу ОУН ПЗУЗ                                                                  | 11.10.1952    |
|   |      | Николишин Володимир         | «Титар»             | 1924 – 28.06.1950                 | сотник СБ                  | референт СБ Тернопільського окружного проводу ОУН                                                        | 5.07.1951     |
|   |      | Палинюк Василь              | «Ненаситець»        | 29.03.1903 – 8.04.1953            |                            | керівник Косівського районового проводу ОУН                                                              | 23.08.1948    |
|   |      | Паньковець Микола           | «Варнак»            | 1916 – 10.03.1946                 |                            | референт пропаганди Ковельського окружного проводу ОУН                                                   | 16.10.1948    |
|   |      | Пастушенко Василь           | «Кальба»            | 18.04.1910 – 31.01.1944           |                            | заступник крайового провідника Осередньо-Східних українських земель                                      | 8.10.1945     |
|   |      | Поздик Йосип                | «Євген»             | 26.04.1921 – 12.01.1951           |                            | референта пропаганди Подільського крайового проводу ОУН                                                  | 15.06.1952    |
|   |      | Позичанюк Йосип             | «Євшан»             | 1913 – 22.12.1944                 | підполковник-політвиховник | член УГВР, голова Бюро інформації УГВР                                                                   | 11.10.1952    |
|   |      | Польовий Федір              | «Поль»              | 1913 – 15.10.1944                 | майор УПА                  | командир старшинської школи «Олені»                                                                      | 11.10.1952    |
|   |      | Примас Микола               | «Чумак»             | 1921 – ?                          |                            | бойовик члена Проводу ОУН Василя Галаси – «Орлана»                                                       | 15.06.1952    |
|   |      | Присяжнюк Олексій           | «Мітла»             | 1915 – 25.03.1945                 | підполковник СБ            | референт СБ Крайового проводу ОУН ПЗУЗ                                                                   | 11.10.1952    |
|   |      | Прокопишин Іван             | «Модест»            | 1921 – 6.11.1951                  |                            | організаційний референт Подільського крайового проводу ОУН                                               | 25.07.1950    |
|   |      | П'ятигорик Семен            | «Віктор»            | 1920 – 04.1947                    |                            | керівник Брестського окружного проводу ОУН                                                               | 16.10.1948    |
|   |      | Савчак Василь               | «Сталь»             | 23.03.1921 – 20.10.1950           |                            | керівник Буковинського окружного проводу ОУН                                                             | 23.08.1948    |
|   |      | Савицька Галина             | «Марта І»           | 30.06.1922 – 2.01.2003            |                            | референт пропаганди Яворівського надрайонного проводу ОУН                                                | 6.06.1948     |
|   |      | Самчук Зиновій              | «Александер»        | 1919 – 30.09.1949                 |                            | керівник Володимир-Волинського надрайонового проводу ОУН                                                 | 16.10.1948    |
|   |      | Середа Михайло              | «Шворний»           |                                   | поручник СБ                | референт СБ Ковельської округи                                                                           | 8.10.1945     |
|   |      | Сементух Василь             | «Панас»             | 1920 – 17.01.1954                 |                            | керівник Ковельського окружного проводу ОУН                                                              | 15.06.1952    |
|   |      | Скаб Ярослава               | «Івга», «Варка»     | 1916 – ?                          |                            | керівник Сарненського окружного проводу ОУН ПЗК                                                          | 8.10.1945     |
|   |      | Сказінський Ілярій          | «Крига»             | 1921 – 28.10.1951                 |                            | провідник Чортківсько-Бережанської округи ОУН                                                            | 15.06.1952    |
|   |      | Скасків Ярослав             | «Моряк»             | 24.08.1922 – 19.07.1944           |                            | керівник Львівського обласного проводу ОУН                                                               | 25.04.1945    |
|   |      | Слободян Степан             | «Клим»              | 1923 – 18.11.1950                 | сотник УПА                 | референт пропаганди Карпатського крайового проводу ОУН                                                   | 23.08.1948    |
|   |      | Солук Ілько                 | «Рух»               | 1920 – осінь 1946                 |                            | зв’язковий Подільського крайового проводу ОУН                                                            | 25.08.1947    |
|   |      | Степанюк Олександр          | «Мефодій»           | 1921 – 5.05.1952                  |                            | керівник Житомирського окружного проводу ОУН                                                             | 15.06.1952    |
|   |      | Сулятицький Мирослав        | «Петро»             | 27.09.1921 – 11.01.1948           |                            | референт СБ Буковинського окружного проводу ОУН                                                          | 6.06.1948     |
|   |      | Сушко Ігор                  | «Ігор»              | 1923 – 5.09.1945                  | поручник-виховник УПА      | працівник VI політвиховного відділу ВШВО 2 «Буг»                                                         | 8.02.1946     |
|   |      | Тимосишин Петро             | «Юрко»              | 1909 – 10.05.1948                 |                            | референт пропаганди Коломийського надрайонного проводу ОУН                                               | 23.08.1948    |
|   |      | Федорук Юрій                | «Лемко»             | 11.03.1921 – 30.07.1944           |                            | провідник Генеральної округи ОУН ОСУЗ                                                                    | 8.10.1945     |
|   |      | Федун Петро                 | «Север»             | 23.02.1919 – 23.12.1951           |                            | провідник ГОСП (Головного Осередку Пропаганди)                                                           | 22.11.1947    |
|   |      | Філяк Віра                  | «Реня»              | 29.01.1924 – 13.01.2016           |                            | референт УЧХ Рогатинського повітового/надрайонного проводу ОУН                                           | 25.07.1950    |
|   |      | Фоя Людмила                 | «М.Перелесник»      | 3.09.1923 – 19.07.1950            |                            | редактор підпільного журналу «Молодий революціонер»                                                      | 15.06.1952    |
|   |      | Хасевич Ніл                 | «Бей»               | 25.11.1905 – 4.03.1952            |                            | провідний графік збройного підпілля ОУН                                                                  | 6.06.1948     |
|   |      | Хома Михайло                | «Довбуш»            | 1909 – 16.04.1946                 |                            | провідник Бережанської округи ОУН                                                                        | 25.04.1945    |
|   |      | Чубатий Микола              |                     | 11.12.1889 – 10.07.1975           |                            | засновник та перший голова НТШ у США                                                                     | 20.10.1951    |
|   |      | Шевчук Михайло              | «Юрко»              | 1922 – 4.03.1951                  |                            | керівник Городоцького районного проводу ОУН                                                              | 4.05.1949     |
|   |      | Шматко Галина               | «Іва»               | 1923 – 11.04.1945                 |                            | референт УЧХ Ковельського окружного проводу ОУН                                                          | 8.10.1945     |
|   |      | Якимович Надія              | «Надя»              | 1924 – 8.09.1951                  |                            | співробітниця ГОСП                                                                                       | 23.08.1948    |
|   |      | Якимчук Микола              | «Данило», «Олег»    | 1914-29 липня 1947                | хорунжий                   | командир ВО «Турів», організаційний референт проводу ПЗУЗ, керівник зв'язку проводу ПЗУЗ                 | 11.10.1945    |

## Бронзовий хрест заслуги УПА
Загалом лицарями Бронзового хреста заслуги є 255 осіб, з яких вдалося ідентифікувати 170.
| № | Фото | Прізвище, ім'я, по батькові | Псевдо            | Роки життя                    | Звання               | Функції                                                                                                   | Дата нагороди         |
| - | ---- | --------------------------- | ----------------- | ----------------------------- | -------------------- | --- | --------------------- |
|   |      | Абрам'юк Ольга              | «Оксана»          | 1925 – 10.02.1951Савч         |                      | керівник техзвена референтури пропаганди Товмацького (Тлумацького) надрайонного проводу ОУН               | 12.06.1948            |
|   |      | Андрощук Микола             | «Вороний»         | 8.12.1913 – 1952              |                      | референт СБ Рівненського окружного проводу ОУН                                                            | 11.10.1945            |
|   |      | Бабуняк Ірина               | «Ніна»            | 28.09.1922 – 6.05.1945        |                      | медичний референт УЧХ Чортківського окружного проводу ОУН                                                 | 10.10.1946            |
|   |      | Баб'як Іванна               | «Помста»          | 1918 – 19.03.1949             |                      | референт УЧХ Чортківсько-Бережанського окружного проводу ОУН                                              | 10.10.1946            |
|   |      | Безкоровайний Іван          | «Черниш»          | 1925 – 23.11.1949             |                      | охоронець та кур’єр Подільського крайового проводу ОУН                                                    | 5.09.1950             |
|   |      | Бандура Дмитро              | «Глинка»          | 1924 – 14.05.1948             |                      | референт пропаганди Бережанського надрайонового проводу ОУН                                               | 12.06.1948            |
|   |      | Бачинський Яків             | «Арсен»           |                               |                      | керівник Білогірського районного проводу ОУН                                                              | 25.07.1951            |
|   |      | Берковська Емілія           | «Мотря»           | 27.12.1921 – ?                |                      | референт УЧХ Долинського повітового/надрайонного проводу ОУН                                              | 16.07.1946            |
|   |      | Бійовська Наталя            | «Надя»            | 1923 – 26.03.1947             |                      | субреферент пропаганди Городенківського надрайонного проводу ОУН                                          | 2.09.1948             |
|   |      | Бойко Петро                 | «Ох»              | ? – 25.01.1952                |                      | керівник охорони організаційного референта Подільського крайового проводу ОУН                             | 25.07.1951            |
|   |      | Болюх Пилип                 | «Липа»            | 1925 – ?                      |                      | керівник пункту зв'язку Подільського крайового проводу ОУН                                                | 25.07.1951            |
|   |      | Бондарчук Валерій           | «Гордій»          | 1918 – 5.09.1950              |                      | керівник Ковельського окружного проводу ОУН                                                               | 11.10.1945            |
|   |      | Бондарчук Михайло           | «Стемид»          | 1919 – 23.06.1949             |                      | керівник Луцького окружного проводу ОУН                                                                   | 11.10.1945            |
|   |      | Бондач Іван                 | «Юрко»            | 1915 – 28.02.1945             |                      | референт СБ Луцького надрайонного проводу ОУН                                                             | 11.10.1945            |
|   |      | Бохонко Григорій            | «Став»            | 1913 – 6.08.1945              |                      | керівник Луцького надрайонового проводу ОУН                                                               | 11.10.1945            |
|   |      | Буяк Володимир              | «Кузьма»          | 1922 – ?                      |                      | провідник підпільного осередку ОУН на Хмельниччині.                                                       | 25.07.1951            |
|   |      | Волосовець Леонід           | «Улас»            | 6.12.1918 – 13.12.1945        |                      | керівник Луцького надрайонового проводу ОУН                                                               | 11.10.1945            |
|   |      | Галицька Артемізія          | «Мотря»           | 1912 – 1985                   |                      | провідниця Буковинського обласного проводу ОУН                                                            | 25.04.1945            |
|   |      | Ганущак Юлія                | «Галичанка»       | 31.01.1915 – 5.08.1997        |                      | референт УЧХ Дрогобицького окружного проводу ОУН                                                          | 25.04.1945            |
|   |      | Гасин Олександр             | «Лицар»           | 18.07.1907 – 30.01.1949       | майор УПА            | шеф Головного військового штабу УПА                                                                       | 14.10.1947            |
|   |      | Голуб’як Зенон              | «Борис»           | 1919 – 27.03.1945             |                      | керівник Кам'янець-Подільського окружного проводу ОУН                                                     | 2.09.1947             |
|   |      | Гук Євген-Йосафат           | «Шлях»            | 1924 – 11.05.1951             |                      | референт СБ Тернопільського окружного проводу ОУН                                                         | 25.07.1951            |
|   |      | Ґеник Дмитро                | «Віктор»          | 1920 – 22.01.1946             |                      | субреферент Коломийського окружного проводу ОУН                                                           | 2.09.1948             |
|   |      | Демський Олексій            | «Шувар», «Довбак» | 1916 – 11.1955                |                      | керівник Рогатинського повітового проводу ОУН                                                             | 25.04.1945            |
|   |      | Демчук Йосип                | «Луговий»         | 1923 – 22.10.1952             |                      | керівник Дунаєвецького надрайонного проводу ОУН                                                           | 2.09.1947             |
|   |      | Денега Микола               | «Білий»           | 1925 – 1955                   |                      | керівник Бурштинського районного проводу ОУН                                                              | 1953                  |
|   |      | Дидик Галина                | «Анна»            | 17.04.1912 – 24.12.1979       |                      | референт УЧХ Тернопільського обласного проводу ОУН                                                        | 25.04.1945            |
|   |      | Дикий Петро                 | «Одисей»          | 1915 – 2.04.1949              |                      | керівник Новострілищанського районного проводу ОУН                                                        | 25.07.1951            |
|   |      | Дмитраш Іван                | «Олег»            | 1919 – 14.12.1944             | майор УПА            | лікар Сокальського окружного проводу ОУН                                                                  | 10.10.1945            |
|   |      | Дужий Петро                 | «Дорош»           | 7.06.1916 – 24.10.1997        |                      | референт пропаганди Проводу ОУН                                                                           | 25.04.1945            |
|   |      | Духович Прокіп              | «Дар»             | 21.07.1920 – 18.11.1950       |                      | референт СБ Станіславського надрайонного проводу ОУН                                                      | 2.09.1948             |
|   |      | Дяків Осип                  | «Наум»            | 21.06.1921 – 28.11.1950       |                      | співробітник Головного осередку пропаганди ОУН                                                            | 5.12.1947             |
|   |      | Задорожний Андрій           | «Карат»           | 1924 – 25.08.1946             |                      | заступник референта СБ Чортківсько-Бережанського окружного проводу ОУН                                    | 12.06.1948            |
|   |      | Заставний Василь            | «Шершень»         | 1907 – 8.05.1950              |                      | організаційний референт Новострілищанського районного проводу ОУН                                         | 14.10.1947            |
|   |      | Заставний Василь            | «Шершень»         | 1907 – 8.05.1950              |                      | організаційний референт Новострілищанського районного проводу ОУН                                         | 30.07.1950            |
|   |      | Захарук Іван                | «Сергій»          | 1922 – 08.1948                |                      | референт пропаганди Косівського надрайонного проводу ОУН                                                  | 2.09.1948             |
|   |      | Зварич Михайло              | «Бурлака»         | 1921 (1912?) – 19.04.1950     |                      | керівник Тернопільського надрайонного проводу ОУН                                                         | 25.07.1951            |
|   |      | Какун Андрій Павлович       | «Грек»            | 1912 – 24.11.1946             |                      | керівник Перемишлянського надрайонного проводу ОУН                                                        | 25.07.1951            |
|   |      | Качорівський Роман          | «Рибак»           | 30.03.1923 – 4.05.1948        | сотник УПА           | референт пропаганди Коломийського окружного проводу ОУН                                                   | 2.09.1948             |
|   |      | Кирилюк Юліан               | «Отава»           | 7.12.1921 – 9.8.1947          | хорунжий УПА         | керівник Бібрецького надрайонного проводу ОУН                                                             | 30.07.1950            |
|   |      | Кізима Іван                 | «Чернець»         | 1919 – 28.04.1951             |                      | керівник Бережанського районного проводу ОУН                                                              | 25.07.1951            |
|   |      | Ковальчук Роман             | «Тиміш»           | 1918 – 23.06.1949             |                      | референт СБ Косівського надрайонного проводу ОУН                                                          | 2.09.1948             |
|   |      | Ковжук Яків                 | «Карпо»           | 1902 – 19.01.1952             | старший вістун УПА   | керівник Острозького районного проводу ОУН та пункту зв'язку Проводу ОУН                                  | 14.10.1947 23.10.1948 |
|   |      | Когут Федір                 | «Карась»          | 1896 – 7.10.1951              |                      | працівник осередку пропаганди Карпатського крайового проводу ОУН                                          | 14.10.1947            |
|   |      | Козак Ірина                 | «Лада»            | 2.02.1919 – 27.03.1992        |                      | референт УЧХ Львівського обласного проводу ОУН                                                            | 25.04.1945            |
|   |      | Козьменко Дмитро            | «Мартин»          | 9.10.1918 – 10.04.1950        |                      | організаційний референт Буковинського окружного проводу ОУН                                               | 12.06.1948            |
|   |      | Комар Іван                  | «Олесь»           | 26.03.1915 – 23.05.1952       |                      | організаційний референт Тернопільського окружного проводу ОУН                                             | 2.09.1947             |
|   |      | Кос Василь                  | «Беркут»          | 11.08.1919 ‒ 28.03.1946       |                      | референт пропаганди Долинського надрайонного проводу ОУН                                                  | 16.07.1946            |
|   |      | Кривень Микола              | «Лесик»           | 1922 – ?                      | старший вістун УПА   | охоронець керівника Рогатинського надрайонного проводу ОУН                                                | 1953                  |
|   |      | Кричун Микола               | «Черемшина»       | 1912 – 8.04.1953              |                      | керівник Вижницького («Гірського») надрайонного проводе ОУН                                               | 12.06.1948            |
|   |      | Кріль Михайло               | «Віра»            | 1923 – 17.06.1947             |                      | референт СБ Чортківсько-Бережанського окружного проводу ОУН                                               | 11.10.1945            |
|   |      | Кріса Михайло               | «Кобзар»          | 1922 – 16.12.1952             |                      | керівник групи ОУН на Київщині                                                                            | 02.09.1947            |
|   |      | Кунанець Володимир          | «Інгул»           | 20.03.1913 – 2.04.1948        |                      | керівник Львівського окружного проводу ОУН                                                                | 5.12.1947             |
|   |      | Лаврів Іван                 | «Нечай»           | 7.04.1918 – 15.05.1949        |                      | керівник Калуського окружного проводу ОУН                                                                 | 25.04.1945            |
|   |      | Лисий Яків                  | «Павло»           | 1911 – 9.01.1951              |                      | керівник Голобського районного проводу ОУН                                                                | 20.06.1952            |
|   |      | Левчук Григорій             | «Гомін»           | ? – 20.11.1949 або 26.12.1949 |                      | керівник Кам'янець-Подільської окружного проводу ОУН                                                      | 17.08.1949            |
|   |      | Малімон Іван                | «Артем»           | 1918 – 29.12.1951             |                      | керівник Олицького районного проводу ОУН                                                                  | 1952                  |
|   |      | Мельник Ярослав             | «Роберт»          | 07.01.1919 – 1.11.1946        |                      | керівник Станиславівського обласного проводу ОУН                                                          | 25.04.1945            |
|   |      | Мельничук Ігор              | «Бук»             | ? – 28.11.1948                |                      | політичний референт крайового проводу ОУН на ПЗУЗ                                                         | 12.06.1948            |
|   |      | Микитюк Михайло             | «Борзенко»        | 1918 – 16.09.1949             |                      | керівник Станиславівського надрайонного проводу ОУН                                                       | 2.09.1948             |
|   |      | Михайлишин Петро            | «Хорт»            | 21.05.1921 – 20.12.1951       |                      | співробітник техзвена Крайового проводу ОУН Закерзоння                                                    | 5.12.1947             |
|   |      | Морозевич Ізидор            | «Бурун»           | 1913 – 16.04.1949             |                      | керівник Чернелицького районного проводу ОУН                                                              | 2.09.1948             |
|   |      | Неверковець Андрій          | «Ган»             | 1919 – 4.11.1949              |                      | інтендант ВО «Завихост»                                                                                   | 11.10.1945            |
|   |      | Одинська Ольга              | «Оксана»          | 1923 – 27.01.1947             |                      | субреферент пропаганди Коломийського надрайонного проводу ОУН                                             | 2.09.1948             |
|   |      | Олійник Петро               | «Еней»            | 9.07.1909 – 17.02.1946        | сотник УПА           | організаційний референт крайового проводу ОУН ПЗУЗ                                                        | 11.10.1945            |
|   |      | Палинюк Василь              | «Ненаситець»      | 29.03.1903 – 8.04.1953        |                      | керівник Косівського районного проводу ОУН                                                                | 14.10.1947            |
|   |      | Пасічник Михайло            | «Місько»          |                               |                      | зв’язковий Подільського крайового проводу ОУН                                                             | 12.06.1948            |
|   |      | Підгайна Теодозія           | «Дарка»           | 1923 – 21.01.1947             |                      | Машиністка при військовому штабі та командирові ВО-3 «Лисоня»                                             | 2.09.1947             |
|   |      | Пілан Михайло               | «Осип»            | 1920 – 3.05.1950              | старший булавний УПА | керівник зв'язку Львівського крайового проводу ОУН                                                        | 23.10.1948            |
|   |      | Попович Василь              | «Звук»            | 1920 – 14.11.1951             |                      | стрілець боївки охорони ГОСП                                                                              | 30.07.1950            |
|   |      | Прокопишин Іван             | «Модест»          | 1921 – 6.11.1951              |                      | організаційний референт Подільського крайового проводу ОУН                                                | 6.06.1948             |
|   |      | Прокопів Богдан             | «Степан»          | 27.08.1911-09.11.1948         | Майор СБ             | заступник референта СБ Львівської області (1943—1948), референт СБ ОУН Львівського краю (01.1947-11.1948) | 5.12.1947             |
|   |      | Пушка Петро                 | «Андрій»          | 1920-4.03.1944                |                      | організаційний референт крайового проводу Юнацтва ОУН ЗУЗ                                                 | 25.04.1945            |
|   |      | Рак Анатолій                | «Боженко»         | 1923 – 1948                   |                      | заступник керівника Кам'янець-Подільського окружного проводу ОУН                                          | 2.09.1947             |
|   |      | Ракуш Дмитро                | «Сокіл»           |                               |                      | референт СБ Козлівського районного проводу ОУН                                                            | 12.06.1948            |
|   |      | Романець Нестор             | «Чорний»          | 1910 – 14.01.1950             |                      | керівник техзвена Яворівського надрайонного проводу ОУН                                                   | 15.10.1949            |
|   |      | Савицька Ірена              | «Бистра»          | 30.10.1925 – 19.11.2015       |                      | заступник керівника УЧХ крайового проводу ОУН ЗУЗ                                                         | 25.04.1945            |
|   |      | Савчак Василь               | «Сталь»           | 23.03.1921 – 20.10.1950       |                      | керівник Коломийського окружного проводу ОУН                                                              | 25.04.1945            |
|   |      | Савчин Марія                | «Марічка»         | 10.10.1925 – 22.04.2013       |                      | друкарка Крайового проводу ОУН ПЗУЗ                                                                       | 20.06.1952            |
|   |      | Світлик Богдана-Марія       | «Дмитренко»       | 24.04.1918 – 29.12.1948       |                      | співробітник ГОСП                                                                                         | 5.12.1947             |
|   |      | Семко Ярослава              | «Тамара»          | 1924 ‒ 29.03.1946             |                      | референт УЧХ Долинського надрайонного проводу ОУН                                                         | 16.07.1946            |
|   |      | Сербенюк Петро              | «Дир»             | 1912 – 7.06.1947              |                      | керівник Коломийського районного проводу ОУН                                                              | 2.09.1948             |
|   |      | Симко Степан                | «Гаврило»         | 5.06.1913 – 29.04.1946        | сотник УПА           | лікар Золочівського окружного проводу ОУН                                                                 | 10.10.1945            |
|   |      | Сірко Василь                | «Руденко»         | 1912 – 25.11.1949             |                      | керівник Велико-Дедеркальського районного проводу ОУН                                                     | 25.07.1951            |
|   |      | Сірко Олексій               | «Бескид»          | 1.03.1919 – 5.07.1948         |                      | Слідчий СБ Крайового проводу ОУН «Москва»                                                                 | 11.10.1945            |
|   |      | Скаб Ярослава               | «Варка», «Оля»    | 1916 – ?                      |                      | уповноважена зі спецдоручень КВШ УПА-Північ                                                               | 11.10.1945            |
|   |      | Сказінський Ілярій          | «Крига»           | 1921 – 28.10.1951             |                      | керівник Чортківсько-Бережанського окружного проводу ОУН                                                  | 5.09.1950             |
|   |      | Скригунець Василь           | «Гамалія»         | 1893 – 15.05.1949             | хорунжий УПА         | заступник референта зв’язку Коломийського окружного проводу ОУН                                           | 14.10.1947            |
|   |      | Снігур Дмитро               | «Дуб»             |                               |                      | зв’язковий осередку пропаганди Подільського крайового проводу ОУН                                         | 7.05.1949             |
|   |      | Степанюк Олександр          | «Богун»           | 1921 – 5.05.1952              | старший булавний УПА | керівник Ковельського надрайонного проводу ОУН                                                            | 23.10.1948            |
|   |      | Суль Павло                  | «Наум»            | 1921 – 24.09.1950             |                      | керівник Рожищенського районного проводу ОУН                                                              | 20.06.1952            |
|   |      | Тодорюк Михайло             | «Невидний»        | 1902 – 28.05.1948             |                      | референт зв'язку та керівник техзвена Буковинського окружного проводу ОУН                                 | 14.10.1947            |
|   |      | Тодорюк Михайло             | «Невидний»        | 1902 – 28.05.1948             |                      | референт зв'язку та керівник техзвена Буковинського окружного проводу ОУН                                 | 12.06.1948            |
|   |      | Усач Олександр              | «Лис»             | 1922 – 8.07.1955              |                      | охоронець члена Житомирського окружного проводу ОУН В. Кудри – «Романа»                                   | 20.06.1952            |
|   |      | Фрайт Володимир             | «Владан»          | 13.08.1911 – 13.12.1951       |                      | керівник Дрогобицького окружного проводу ОУН                                                              | 30.07.1950            |
|   |      | Фрасуляк Степан             | «Хмель»           | 23.01.1904 – 1.07.1951        |                      | начальник військового штабу ВО 4 Говерля»                                                                 | 25.04.1945 14.10.1947 |
|   |      | Хасевич Ніл                 | «Бей»             | 25.11.1905 – 4.03.1952        |                      | співробітник референтури пропаганди крайового проводу ОУН ПЗУЗ                                            | 11.10.1945 14.10.1947 |
|   |      | Хімчак Іван                 | «Осип»            | 1919 – 2.12.1947              |                      | референт СБ Жаб’євського районного проводу ОУН                                                            | 2.09.1948             |
|   |      | Хомин Василь                | «Борис»           | 1922 – 13.02.1944             |                      | референт пропаганди Тернопільського обласного проводу ОУН                                                 | 25.04.1945            |
|   |      | Цісик Олег                  | «Карпатець»       | 1922 – 17.08.1949             |                      | керівник Здолбунівського районного проводу ОУН                                                            | 11.10.1945 12.06.1948 |
|   |      | Цура Дмитро                 | «Михайло»         | 1920 – 27.02.1953             |                      | керівник Бібрецького надрайонного проводу ОУН                                                             | 25.07.1951            |
|   |      | Чайківський Роман           | «Чавун»           | 6.09.1911 - 8.02.1946         | сотник УПА           | працівник 5-го вишкільного відділу ВШ ВО-2 «Буг»                                                          | 08.1946               |
|   |      | Чорпіта Михайло             | «Зір»             |                               |                      | референт пропаганди Чортківського надрайонного проводу ОУН                                                | 2.09.1947             |
|   |      | Шиманський Лонгин           | «Остюк»           | 1921 – 25.05.1944             |                      | політвиховник старшинської школи «Олені»                                                                  | 25.04.1945            |
|   |      | Шудрава Марія               | «Женя»            | 15.10.1921 – 8.07.1947        |                      | референт УЧХ Яворівського надрайонного проводу ОУН                                                        | 08.1946               |
|   |      | Яськів Василь               | «Іскра»           | 1922 – 10.1950                |                      | субреферент СБ Галицького районного проводу                                                               | 12.06.1948            |
|   |      | Яцків Богдан                | «Софрон»          | 1919 – 6.03.1949              |                      | референт СБ Калуського окружного проводу ОУН                                                              | 2.09.1948             |
|   |      |                             | «Чубатий»         | ? – 8.10.1952                 |                      | керівник Збаразького районного проводу ОУН                                                                | 25.07.1951            |